# Llista d'asteroides (392001-393000)
Llista d'asteroides del 392.001 al 393.000, amb data de descoberta i descobridor. És un fragment de la llista d'asteroides completa. Als asteroides se'ls dona un número quan es confirma la seva òrbita, per tant apareixen llistats aproximadament segons la data de descobriment.

## 392001-392100
| Nom    | Designació provisional | Data de descobriment   | Lloc de descobriment | Descobridor/s          |
| ------ | ---------------------- | ---------------------- | -------------------- | ---------------------- |
| 392001 | 2008 YH124             | 4 de desembre de 2008  | Mount Lemmon         | Mt. Lemmon Survey      |
| 392002 | 2008 YK127             | 30 de desembre de 2008 | Kitt Peak            | Spacewatch             |
| 392003 | 2008 YJ133             | 29 de desembre de 2008 | Kitt Peak            | Spacewatch             |
| 392004 | 2008 YJ136             | 30 de desembre de 2008 | Kitt Peak            | Spacewatch             |
| 392005 | 2008 YH140             | 30 de desembre de 2008 | Mount Lemmon         | Mt. Lemmon Survey      |
| 392006 | 2008 YF146             | 30 de desembre de 2008 | Kitt Peak            | Spacewatch             |
| 392007 | 2008 YO153             | 21 de desembre de 2008 | Kitt Peak            | Spacewatch             |
| 392008 | 2008 YC158             | 30 de desembre de 2008 | Mount Lemmon         | Mt. Lemmon Survey      |
| 392009 | 2008 YV161             | 11 d'octubre de 2007   | Mount Lemmon         | Mt. Lemmon Survey      |
| 392010 | 2008 YQ167             | 21 de desembre de 2008 | Kitt Peak            | Spacewatch             |
| 392011 | 2008 YG169             | 22 de desembre de 2008 | Mount Lemmon         | Mt. Lemmon Survey      |
| 392012 | 2009 AN4               | 1 de gener de 2009     | Kitt Peak            | Spacewatch             |
| 392013 | 2009 AL9               | 2 de gener de 2009     | Mount Lemmon         | Mt. Lemmon Survey      |
| 392014 | 2009 AG11              | 2 de gener de 2009     | Mount Lemmon         | Mt. Lemmon Survey      |
| 392015 | 2009 AO14              | 2 de gener de 2009     | Mount Lemmon         | Mt. Lemmon Survey      |
| 392016 | 2009 AK21              | 22 de desembre de 2008 | Kitt Peak            | Spacewatch             |
| 392017 | 2009 AX25              | 2 de gener de 2009     | Kitt Peak            | Spacewatch             |
| 392018 | 2009 AZ35              | 24 d'octubre de 2008   | Mount Lemmon         | Mt. Lemmon Survey      |
| 392019 | 2009 AR46              | 3 de gener de 2009     | Mount Lemmon         | Mt. Lemmon Survey      |
| 392020 | 2009 AW49              | 22 de desembre de 2008 | Kitt Peak            | Spacewatch             |
| 392021 | 2009 AW50              | 1 de gener de 2009     | Mount Lemmon         | Mt. Lemmon Survey      |
| 392022 | 2009 BA2               | 17 de juny de 2005     | Mount Lemmon         | Mt. Lemmon Survey      |
| 392023 | 2009 BS8               | 21 de desembre de 2008 | Kitt Peak            | Spacewatch             |
| 392024 | 2009 BR11              | 20 de gener de 2009    | Socorro              | LINEAR                 |
| 392025 | 2009 BS25              | 29 de desembre de 2008 | Mount Lemmon         | Mt. Lemmon Survey      |
| 392026 | 2009 BQ27              | 16 de gener de 2009    | Kitt Peak            | Spacewatch             |
| 392027 | 2009 BL31              | 16 de gener de 2009    | Kitt Peak            | Spacewatch             |
| 392028 | 2009 BM32              | 22 de desembre de 2008 | Kitt Peak            | Spacewatch             |
| 392029 | 2009 BQ32              | 16 de gener de 2009    | Kitt Peak            | Spacewatch             |
| 392030 | 2009 BS32              | 16 de gener de 2009    | Kitt Peak            | Spacewatch             |
| 392031 | 2009 BL35              | 16 de gener de 2009    | Kitt Peak            | Spacewatch             |
| 392032 | 2009 BG41              | 16 de gener de 2009    | Kitt Peak            | Spacewatch             |
| 392033 | 2009 BJ41              | 16 de gener de 2009    | Kitt Peak            | Spacewatch             |
| 392034 | 2009 BW49              | 29 de març de 2004     | Kitt Peak            | Spacewatch             |
| 392035 | 2009 BV54              | 14 de setembre de 2007 | Mount Lemmon         | Mt. Lemmon Survey      |
| 392036 | 2009 BE55              | 16 de gener de 2009    | Kitt Peak            | Spacewatch             |
| 392037 | 2009 BP67              | 20 de gener de 2009    | Kitt Peak            | Spacewatch             |
| 392038 | 2009 BH72              | 8 d'octubre de 2007    | Catalina             | CSS                    |
| 392039 | 2009 BP76              | 27 de gener de 2009    | Purple Mountain      | PMO NEO Survey Program |
| 392040 | 2009 BZ86              | 25 de gener de 2009    | Kitt Peak            | Spacewatch             |
| 392041 | 2009 BN87              | 25 de gener de 2009    | Kitt Peak            | Spacewatch             |
| 392042 | 2009 BL91              | 25 de gener de 2009    | Kitt Peak            | Spacewatch             |
| 392043 | 2009 BY92              | 21 de desembre de 2003 | Kitt Peak            | Spacewatch             |
| 392044 | 2009 BO96              | 24 de gener de 2009    | Purple Mountain      | PMO NEO Survey Program |
| 392045 | 2009 BB108             | 29 de gener de 2009    | Mount Lemmon         | Mt. Lemmon Survey      |
| 392046 | 2009 BF110             | 31 de gener de 2009    | Mount Lemmon         | Mt. Lemmon Survey      |
| 392047 | 2009 BT110             | 31 de gener de 2009    | Mount Lemmon         | Mt. Lemmon Survey      |
| 392048 | 2009 BU116             | 29 de gener de 2009    | Mount Lemmon         | Mt. Lemmon Survey      |
| 392049 | 2009 BB118             | 30 de gener de 2009    | Kitt Peak            | Spacewatch             |
| 392050 | 2009 BE120             | 31 de gener de 2009    | Kitt Peak            | Spacewatch             |
| 392051 | 2009 BZ129             | 2 d'abril de 2005      | Mount Lemmon         | Mt. Lemmon Survey      |
| 392052 | 2009 BG138             | 29 de gener de 2009    | Kitt Peak            | Spacewatch             |
| 392053 | 2009 BC142             | 30 de gener de 2009    | Kitt Peak            | Spacewatch             |
| 392054 | 2009 BC167             | 31 de gener de 2009    | Kitt Peak            | Spacewatch             |
| 392055 | 2009 BQ170             | 16 de gener de 2009    | Kitt Peak            | Spacewatch             |
| 392056 | 2009 BO172             | 18 de gener de 2009    | Mount Lemmon         | Mt. Lemmon Survey      |
| 392057 | 2009 BT177             | 31 de gener de 2009    | Kitt Peak            | Spacewatch             |
| 392058 | 2009 BS178             | 25 de gener de 2009    | Kitt Peak            | Spacewatch             |
| 392059 | 2009 BP182             | 18 de gener de 2009    | Kitt Peak            | Spacewatch             |
| 392060 | 2009 BP183             | 17 de gener de 2009    | Kitt Peak            | Spacewatch             |
| 392061 | 2009 BF185             | 10 de març de 2005     | Catalina             | CSS                    |
| 392062 | 2009 BH186             | 17 de gener de 2009    | Kitt Peak            | Spacewatch             |
| 392063 | 2009 BR189             | 20 de gener de 2009    | Socorro              | LINEAR                 |
| 392064 | 2009 CB26              | 1 de febrer de 2009    | Kitt Peak            | Spacewatch             |
| 392065 | 2009 CC34              | 2 de febrer de 2009    | Mount Lemmon         | Mt. Lemmon Survey      |
| 392066 | 2009 CB36              | 1 de desembre de 2008  | Mount Lemmon         | Mt. Lemmon Survey      |
| 392067 | 2009 CL37              | 4 de febrer de 2009    | Mount Lemmon         | Mt. Lemmon Survey      |
| 392068 | 2009 CO40              | 13 de febrer de 2009   | Kitt Peak            | Spacewatch             |
| 392069 | 2009 CO41              | 13 de febrer de 2009   | Kitt Peak            | Spacewatch             |
| 392070 | 2009 CB55              | 14 de febrer de 2009   | La Sagra             | OAM                    |
| 392071 | 2009 CP56              | 5 de novembre de 2007  | Kitt Peak            | Spacewatch             |
| 392072 | 2009 CR64              | 4 de febrer de 2009    | Mount Lemmon         | Mt. Lemmon Survey      |
| 392073 | 2009 DP6               | 17 de febrer de 2009   | Kitt Peak            | Spacewatch             |
| 392074 | 2009 DT11              | 17 de febrer de 2009   | Socorro              | LINEAR                 |
| 392075 | 2009 DQ15              | 19 de gener de 2009    | Mount Lemmon         | Mt. Lemmon Survey      |
| 392076 | 2009 DO18              | 25 de gener de 2009    | Kitt Peak            | Spacewatch             |
| 392077 | 2009 DS26              | 22 de febrer de 2009   | Calar Alto           | F. Hormuth             |
| 392078 | 2009 DC32              | 20 de febrer de 2009   | Kitt Peak            | Spacewatch             |
| 392079 | 2009 DC34              | 20 de febrer de 2009   | Kitt Peak            | Spacewatch             |
| 392080 | 2009 DV34              | 20 de febrer de 2009   | Kitt Peak            | Spacewatch             |
| 392081 | 2009 DL36              | 29 de gener de 2009    | Catalina             | CSS                    |
| 392082 | 2009 DJ45              | 26 de febrer de 2009   | Socorro              | LINEAR                 |
| 392083 | 2009 DN56              | 22 de febrer de 2009   | Kitt Peak            | Spacewatch             |
| 392084 | 2009 DY59              | 22 de febrer de 2009   | Kitt Peak            | Spacewatch             |
| 392085 | 2009 DW64              | 30 de gener de 2009    | Mount Lemmon         | Mt. Lemmon Survey      |
| 392086 | 2009 DB65              | 20 de febrer de 2009   | Kitt Peak            | Spacewatch             |
| 392087 | 2009 DC73              | 3 de febrer de 2009    | Mount Lemmon         | Mt. Lemmon Survey      |
| 392088 | 2009 DL77              | 22 de febrer de 2009   | Mount Lemmon         | Mt. Lemmon Survey      |
| 392089 | 2009 DV85              | 27 de febrer de 2009   | Kitt Peak            | Spacewatch             |
| 392090 | 2009 DR98              | 26 de febrer de 2009   | Kitt Peak            | Spacewatch             |
| 392091 | 2009 DW100             | 1 d'octubre de 2000    | Socorro              | LINEAR                 |
| 392092 | 2009 DG102             | 26 de febrer de 2009   | Kitt Peak            | Spacewatch             |
| 392093 | 2009 DU107             | 24 de febrer de 2009   | Mount Lemmon         | Mt. Lemmon Survey      |
| 392094 | 2009 DU109             | 19 de febrer de 2009   | Catalina             | CSS                    |
| 392095 | 2009 DK117             | 27 de febrer de 2009   | Kitt Peak            | Spacewatch             |
| 392096 | 2009 DT122             | 27 de febrer de 2009   | Kitt Peak            | Spacewatch             |
| 392097 | 2009 DZ126             | 20 de febrer de 2009   | Kitt Peak            | Spacewatch             |
| 392098 | 2009 DA130             | 27 de febrer de 2009   | Kitt Peak            | Spacewatch             |
| 392099 | 2009 DH130             | 28 de febrer de 2009   | Kitt Peak            | Spacewatch             |
| 392100 | 2009 DW131             | 20 de febrer de 2009   | Kitt Peak            | Spacewatch             |

## 392101-392200
| Nom                | Designació provisional | Data de descobriment   | Lloc de descobriment | Descobridor/s          |
| ------------------ | ---------------------- | ---------------------- | -------------------- | ---------------------- |
| 392101             | 2009 DQ133             | 27 de febrer de 2009   | Mount Lemmon         | Mt. Lemmon Survey      |
| 392102             | 2009 DR138             | 20 de febrer de 2009   | Kitt Peak            | Spacewatch             |
| 392103             | 2009 DF139             | 27 de febrer de 2009   | Kitt Peak            | Spacewatch             |
| 392104             | 2009 DG140             | 19 de febrer de 2009   | Catalina             | CSS                    |
| 392105             | 2009 DD142             | 22 de febrer de 2009   | Kitt Peak            | Spacewatch             |
| 392106             | 2009 EA4               | 15 de març de 2009     | La Sagra             | OAM                    |
| 392107             | 2009 EX10              | 2 de març de 2009      | Kitt Peak            | Spacewatch             |
| 392108             | 2009 EY19              | 30 de desembre de 2008 | Mount Lemmon         | Mt. Lemmon Survey      |
| 392109             | 2009 EN20              | 15 de març de 2009     | La Sagra             | OAM                    |
| 392110             | 2009 EK21              | 3 de març de 2009      | Catalina             | CSS                    |
| 392111             | 2009 EU24              | 3 de març de 2009      | Kitt Peak            | Spacewatch             |
| 392112             | 2009 EV25              | 31 de gener de 2009    | Mount Lemmon         | Mt. Lemmon Survey      |
| 392113             | 2009 EX27              | 2 de març de 2009      | Kitt Peak            | Spacewatch             |
| 392114             | 2009 FP7               | 16 de març de 2009     | Kitt Peak            | Spacewatch             |
| 392115             | 2009 FL17              | 17 de març de 2009     | Catalina             | CSS                    |
| 392116             | 2009 FW17              | 18 de març de 2009     | La Sagra             | OAM                    |
| 392117             | 2009 FA18              | 11 de febrer de 2004   | Kitt Peak            | Spacewatch             |
| 392118             | 2009 FZ20              | 19 de març de 2009     | Kitt Peak            | Spacewatch             |
| 392119             | 2009 FZ27              | 22 de març de 2009     | Catalina             | CSS                    |
| 392120 Heidiursula | 2009 FK30              | 18 de març de 2009     | Zadko                | M. Todd                |
| 392121             | 2009 FU31              | 23 de març de 2004     | Kitt Peak            | Spacewatch             |
| 392122             | 2009 FE38              | 26 de març de 2009     | Kitt Peak            | Spacewatch             |
| 392123             | 2009 FO40              | 16 de març de 2009     | Purple Mountain      | PMO NEO Survey Program |
| 392124             | 2009 FT40              | 18 de març de 2009     | Mount Lemmon         | Mt. Lemmon Survey      |
| 392125             | 2009 FX46              | 27 de març de 2009     | Kitt Peak            | Spacewatch             |
| 392126             | 2009 FG49              | 17 de febrer de 2004   | Kitt Peak            | Spacewatch             |
| 392127             | 2009 FY55              | 18 de març de 2009     | Catalina             | CSS                    |
| 392128             | 2009 FM60              | 18 de març de 2009     | Mount Lemmon         | Mt. Lemmon Survey      |
| 392129             | 2009 FR63              | 29 de març de 2009     | Kitt Peak            | Spacewatch             |
| 392130             | 2009 FD69              | 16 de març de 2009     | Kitt Peak            | Spacewatch             |
| 392131             | 2009 FG69              | 16 de març de 2009     | Kitt Peak            | Spacewatch             |
| 392132             | 2009 FO71              | 30 de març de 2009     | Mount Lemmon         | Mt. Lemmon Survey      |
| 392133             | 2009 FZ71              | 17 de març de 2009     | Kitt Peak            | Spacewatch             |
| 392134             | 2009 FR75              | 26 de setembre de 2006 | Mount Lemmon         | Mt. Lemmon Survey      |
| 392135             | 2009 GH4               | 19 de gener de 2008    | Mount Lemmon         | Mt. Lemmon Survey      |
| 392136             | 2009 GJ6               | 1 d'abril de 2009      | Mount Lemmon         | Mt. Lemmon Survey      |
| 392137             | 2009 HW                | 16 d'abril de 2009     | Catalina             | CSS                    |
| 392138             | 2009 HY1               | 29 de març de 2009     | Kitt Peak            | Spacewatch             |
| 392139             | 2009 HX5               | 17 d'abril de 2009     | Catalina             | CSS                    |
| 392140             | 2009 HD11              | 18 d'abril de 2009     | Mount Lemmon         | Mt. Lemmon Survey      |
| 392141             | 2009 HW15              | 19 de gener de 2009    | Mount Lemmon         | Mt. Lemmon Survey      |
| 392142 Solheim     | 2009 HV19              | 16 d'abril de 2009     | Baldone              | K. Cernis, I. Eglitis  |
| 392143             | 2009 HV26              | 18 d'abril de 2009     | Kitt Peak            | Spacewatch             |
| 392144             | 2009 HN32              | 30 de gener de 2008    | Mount Lemmon         | Mt. Lemmon Survey      |
| 392145             | 2009 HN37              | 24 de febrer de 2009   | Mount Lemmon         | Mt. Lemmon Survey      |
| 392146             | 2009 HB39              | 18 d'abril de 2009     | Kitt Peak            | Spacewatch             |
| 392147             | 2009 HC39              | 18 d'abril de 2009     | Kitt Peak            | Spacewatch             |
| 392148             | 2009 HF39              | 18 d'abril de 2009     | Kitt Peak            | Spacewatch             |
| 392149             | 2009 HQ40              | 20 d'abril de 2009     | Kitt Peak            | Spacewatch             |
| 392150             | 2009 HO49              | 21 d'abril de 2009     | Kitt Peak            | Spacewatch             |
| 392151             | 2009 HJ51              | 21 d'abril de 2009     | Kitt Peak            | Spacewatch             |
| 392152             | 2009 HO65              | 23 d'abril de 2009     | Kitt Peak            | Spacewatch             |
| 392153             | 2009 HQ65              | 18 d'abril de 2009     | Kitt Peak            | Spacewatch             |
| 392154             | 2009 HG67              | 26 d'abril de 2009     | Mount Lemmon         | Mt. Lemmon Survey      |
| 392155             | 2009 HH69              | 21 de març de 2009     | Kitt Peak            | Spacewatch             |
| 392156             | 2009 HJ83              | 24 de març de 2009     | Mount Lemmon         | Mt. Lemmon Survey      |
| 392157             | 2009 HB84              | 1 de març de 2009      | Mount Lemmon         | Mt. Lemmon Survey      |
| 392158             | 2009 HV93              | 30 d'abril de 2009     | Kitt Peak            | Spacewatch             |
| 392159             | 2009 HE96              | 17 d'abril de 2009     | Kitt Peak            | Spacewatch             |
| 392160             | 2009 HK99              | 20 d'abril de 2009     | Mount Lemmon         | Mt. Lemmon Survey      |
| 392161             | 2009 HM99              | 21 d'abril de 2009     | Kitt Peak            | Spacewatch             |
| 392162             | 2009 HX100             | 29 d'abril de 2009     | Kitt Peak            | Spacewatch             |
| 392163             | 2009 HL104             | 27 d'abril de 2009     | Kitt Peak            | Spacewatch             |
| 392164             | 2009 JT1               | 6 de maig de 2009      | La Sagra             | OAM                    |
| 392165             | 2009 JH3               | 18 d'abril de 2009     | Kitt Peak            | Spacewatch             |
| 392166             | 2009 JS4               | 13 de maig de 2009     | Kitt Peak            | Spacewatch             |
| 392167             | 2009 JC7               | 13 de maig de 2009     | Mount Lemmon         | Mt. Lemmon Survey      |
| 392168             | 2009 JV9               | 24 de març de 2009     | Mount Lemmon         | Mt. Lemmon Survey      |
| 392169             | 2009 JO16              | 15 de maig de 2009     | Kitt Peak            | Spacewatch             |
| 392170             | 2009 JZ17              | 1 de maig de 2009      | Kitt Peak            | Spacewatch             |
| 392171             | 2009 KG1               | 17 de maig de 2009     | Dauban               | F. Kugel               |
| 392172             | 2009 KP2               | 20 d'abril de 2009     | Kitt Peak            | Spacewatch             |
| 392173             | 2009 KP6               | 25 de maig de 2009     | Mount Lemmon         | Mt. Lemmon Survey      |
| 392174             | 2009 KM9               | 30 d'abril de 2009     | Kitt Peak            | Spacewatch             |
| 392175             | 2009 KZ13              | 26 de maig de 2009     | Kitt Peak            | Spacewatch             |
| 392176             | 2009 KK14              | 17 d'abril de 2009     | Mount Lemmon         | Mt. Lemmon Survey      |
| 392177             | 2009 KM19              | 28 de maig de 2009     | Kitt Peak            | Spacewatch             |
| 392178             | 2009 KN19              | 28 de maig de 2009     | Kitt Peak            | Spacewatch             |
| 392179             | 2009 LZ2               | 12 de juny de 2009     | Kitt Peak            | Spacewatch             |
| 392180             | 2009 LO6               | 1 de juny de 2009      | Catalina             | CSS                    |
| 392181             | 2009 LZ6               | 1 de juny de 2009      | Mount Lemmon         | Mt. Lemmon Survey      |
| 392182             | 2009 MG                | 17 de juny de 2009     | Skylive              | F. Tozzi               |
| 392183             | 2009 PA                | 1 d'agost de 2009      | Siding Spring        | Siding Spring Survey   |
| 392184             | 2009 QN6               | 19 d'octubre de 1998   | Kitt Peak            | Spacewatch             |
| 392185             | 2009 QR12              | 9 de febrer de 2008    | Catalina             | CSS                    |
| 392186             | 2009 QR21              | 8 d'abril de 2008      | Catalina             | CSS                    |
| 392187             | 2009 QJ32              | 20 d'agost de 2009     | Kitt Peak            | Spacewatch             |
| 392188             | 2009 RV68              | 15 de setembre de 2009 | Kitt Peak            | Spacewatch             |
| 392189             | 2009 SR30              | 16 de setembre de 2009 | Kitt Peak            | Spacewatch             |
| 392190             | 2009 SQ52              | 17 de setembre de 2009 | Kitt Peak            | Spacewatch             |
| 392191             | 2009 SF58              | 17 de setembre de 2009 | Kitt Peak            | Spacewatch             |
| 392192             | 2009 SP76              | 17 de setembre de 2009 | Kitt Peak            | Spacewatch             |
| 392193             | 2009 SQ121             | 18 de setembre de 2009 | Kitt Peak            | Spacewatch             |
| 392194             | 2009 SR133             | 18 de setembre de 2009 | Kitt Peak            | Spacewatch             |
| 392195             | 2009 SD140             | 15 de setembre de 2009 | Kitt Peak            | Spacewatch             |
| 392196             | 2009 SU143             | 15 de setembre de 2009 | Kitt Peak            | Spacewatch             |
| 392197             | 2009 SQ163             | 21 de setembre de 2009 | Kitt Peak            | Spacewatch             |
| 392198             | 2009 ST245             | 26 de setembre de 2008 | Mount Lemmon         | Mt. Lemmon Survey      |
| 392199             | 2009 SH248             | 23 de setembre de 2009 | Kitt Peak            | Spacewatch             |
| 392200             | 2009 SE252             | 16 de setembre de 2009 | Kitt Peak            | Spacewatch             |

## 392201-392300
| Nom    | Designació provisional | Data de descobriment   | Lloc de descobriment | Descobridor/s     |
| ------ | ---------------------- | ---------------------- | -------------------- | ----------------- |
| 392201 | 2009 SL257             | 21 de setembre de 2009 | Mount Lemmon         | Mt. Lemmon Survey |
| 392202 | 2009 SV262             | 23 de setembre de 2009 | Mount Lemmon         | Mt. Lemmon Survey |
| 392203 | 2009 SZ292             | 26 de setembre de 2009 | Kitt Peak            | Spacewatch        |
| 392204 | 2009 SR296             | 15 de setembre de 2009 | Kitt Peak            | Spacewatch        |
| 392205 | 2009 SZ299             | 17 de setembre de 2009 | Kitt Peak            | Spacewatch        |
| 392206 | 2009 SR301             | 16 de setembre de 2009 | Kitt Peak            | Spacewatch        |
| 392207 | 2009 SB311             | 14 de febrer de 2002   | Kitt Peak            | Spacewatch        |
| 392208 | 2009 SQ321             | 21 de setembre de 2009 | Kitt Peak            | Spacewatch        |
| 392209 | 2009 SV346             | 25 de setembre de 2009 | Kitt Peak            | Spacewatch        |
| 392210 | 2009 SE354             | 18 de setembre de 2009 | Kitt Peak            | Spacewatch        |
| 392211 | 2009 TG10              | 15 d'octubre de 2009   | Mount Lemmon         | Mt. Lemmon Survey |
| 392212 | 2009 TS41              | 23 d'octubre de 2006   | Mount Lemmon         | Mt. Lemmon Survey |
| 392213 | 2009 UQ12              | 20 d'octubre de 2006   | Mount Lemmon         | Mt. Lemmon Survey |
| 392214 | 2009 UC20              | 24 d'octubre de 2009   | Hibiscus             | N. Teamo          |
| 392215 | 2009 UO25              | 18 d'octubre de 2009   | Mount Lemmon         | Mt. Lemmon Survey |
| 392216 | 2009 UX28              | 18 d'octubre de 2009   | Mount Lemmon         | Mt. Lemmon Survey |
| 392217 | 2009 UJ45              | 18 d'octubre de 2009   | Mount Lemmon         | Mt. Lemmon Survey |
| 392218 | 2009 UT73              | 18 d'octubre de 2009   | Catalina             | CSS               |
| 392219 | 2009 UV79              | 24 de setembre de 2008 | Mount Lemmon         | Mt. Lemmon Survey |
| 392220 | 2009 UP82              | 7 d'octubre de 2008    | Mount Lemmon         | Mt. Lemmon Survey |
| 392221 | 2009 UG95              | 15 de setembre de 2009 | Kitt Peak            | Spacewatch        |
| 392222 | 2009 UA99              | 23 d'octubre de 2009   | Mount Lemmon         | Mt. Lemmon Survey |
| 392223 | 2009 UH102             | 24 d'octubre de 2009   | Mount Lemmon         | Mt. Lemmon Survey |
| 392224 | 2009 US106             | 7 d'octubre de 2008    | Mount Lemmon         | Mt. Lemmon Survey |
| 392225 | 2009 UN128             | 29 d'octubre de 2009   | Nazaret              | G. Muler          |
| 392226 | 2009 UB141             | 1 de novembre de 1997  | Kitt Peak            | Spacewatch        |
| 392227 | 2009 VK8               | 8 de novembre de 2009  | Mount Lemmon         | Mt. Lemmon Survey |
| 392228 | 2009 VH25              | 21 de setembre de 2009 | Mount Lemmon         | Mt. Lemmon Survey |
| 392229 | 2009 VM41              | 9 de novembre de 2009  | Mount Lemmon         | Mt. Lemmon Survey |
| 392230 | 2009 VG44              | 13 de novembre de 2009 | La Sagra             | OAM               |
| 392231 | 2009 VU45              | 22 de setembre de 2009 | Mount Lemmon         | Mt. Lemmon Survey |
| 392232 | 2009 VJ51              | 25 de febrer de 2007   | Mount Lemmon         | Mt. Lemmon Survey |
| 392233 | 2009 VF74              | 6 d'octubre de 1996    | Kitt Peak            | Spacewatch        |
| 392234 | 2009 VN76              | 15 de novembre de 2009 | Catalina             | CSS               |
| 392235 | 2009 VG80              | 17 d'agost de 2009     | Catalina             | CSS               |
| 392236 | 2009 VN98              | 26 de gener de 2006    | Mount Lemmon         | Mt. Lemmon Survey |
| 392237 | 2009 VW114             | 9 de novembre de 2009  | Mount Lemmon         | Mt. Lemmon Survey |
| 392238 | 2009 WC2               | 26 de setembre de 2009 | Kitt Peak            | Spacewatch        |
| 392239 | 2009 WP12              | 16 de novembre de 2009 | Mount Lemmon         | Mt. Lemmon Survey |
| 392240 | 2009 WZ20              | 17 de novembre de 2009 | Mount Lemmon         | Mt. Lemmon Survey |
| 392241 | 2009 WV30              | 16 de novembre de 2009 | Kitt Peak            | Spacewatch        |
| 392242 | 2009 WP36              | 17 de novembre de 2009 | Kitt Peak            | Spacewatch        |
| 392243 | 2009 WP68              | 17 de novembre de 2009 | Mount Lemmon         | Mt. Lemmon Survey |
| 392244 | 2009 WS77              | 18 de novembre de 2009 | Kitt Peak            | Spacewatch        |
| 392245 | 2009 WU87              | 24 de desembre de 2006 | Kitt Peak            | Spacewatch        |
| 392246 | 2009 WW122             | 8 d'octubre de 2008    | Kitt Peak            | Spacewatch        |
| 392247 | 2009 WA123             | 20 de novembre de 2009 | Kitt Peak            | Spacewatch        |
| 392248 | 2009 WZ134             | 22 de novembre de 2009 | Mount Lemmon         | Mt. Lemmon Survey |
| 392249 | 2009 WS163             | 21 de novembre de 2009 | Kitt Peak            | Spacewatch        |
| 392250 | 2009 WR168             | 22 de novembre de 2009 | Kitt Peak            | Spacewatch        |
| 392251 | 2009 WS173             | 22 de novembre de 2009 | Mount Lemmon         | Mt. Lemmon Survey |
| 392252 | 2009 WC203             | 8 de novembre de 2009  | Kitt Peak            | Spacewatch        |
| 392253 | 2009 WB206             | 27 de gener de 2007    | Mount Lemmon         | Mt. Lemmon Survey |
| 392254 | 2009 WY227             | 10 de gener de 2007    | Kitt Peak            | Spacewatch        |
| 392255 | 2009 WR233             | 15 de setembre de 2009 | Kitt Peak            | Spacewatch        |
| 392256 | 2009 WF262             | 18 de novembre de 2009 | Mount Lemmon         | Mt. Lemmon Survey |
| 392257 | 2009 WQ263             | 21 de novembre de 2009 | Mount Lemmon         | Mt. Lemmon Survey |
| 392258 | 2009 XO19              | 15 de desembre de 2009 | Mount Lemmon         | Mt. Lemmon Survey |
| 392259 | 2009 YD16              | 19 de desembre de 2009 | Mount Lemmon         | Mt. Lemmon Survey |
| 392260 | 2009 YU17              | 21 de desembre de 2009 | Hibiscus             | N. Teamo          |
| 392261 | 2009 YF22              | 17 de desembre de 2009 | Mount Lemmon         | Mt. Lemmon Survey |
| 392262 | 2009 YU24              | 19 de desembre de 2009 | Kitt Peak            | Spacewatch        |
| 392263 | 2009 YV24              | 25 de setembre de 2008 | Mount Lemmon         | Mt. Lemmon Survey |
| 392264 | 2010 AS                | 4 de gener de 2010     | Kitt Peak            | Spacewatch        |
| 392265 | 2010 AM1               | 5 de gener de 2010     | Kitt Peak            | Spacewatch        |
| 392266 | 2010 AB13              | 22 de novembre de 2009 | Kitt Peak            | Spacewatch        |
| 392267 | 2010 AM26              | 6 de gener de 2010     | Kitt Peak            | Spacewatch        |
| 392268 | 2010 AZ26              | 6 de gener de 2010     | Kitt Peak            | Spacewatch        |
| 392269 | 2010 AW38              | 8 de gener de 2010     | Kitt Peak            | Spacewatch        |
| 392270 | 2010 AJ50              | 8 de gener de 2010     | Kitt Peak            | Spacewatch        |
| 392271 | 2010 AJ53              | 8 de gener de 2010     | Kitt Peak            | Spacewatch        |
| 392272 | 2010 AH62              | 10 de desembre de 2009 | Mount Lemmon         | Mt. Lemmon Survey |
| 392273 | 2010 AF64              | 10 de gener de 2010    | Kitt Peak            | Spacewatch        |
| 392274 | 2010 AH66              | 5 d'abril de 2003      | Kitt Peak            | Spacewatch        |
| 392275 | 2010 AY68              | 12 de gener de 2010    | Catalina             | CSS               |
| 392276 | 2010 AV80              | 7 de gener de 2010     | Kitt Peak            | Spacewatch        |
| 392277 | 2010 AM81              | 23 de març de 2006     | Catalina             | CSS               |
| 392278 | 2010 AJ89              | 8 de gener de 2010     | WISE                 | WISE              |
| 392279 | 2010 AB110             | 12 de gener de 2010    | WISE                 | WISE              |
| 392280 | 2010 AV121             | 24 de setembre de 2008 | Mount Lemmon         | Mt. Lemmon Survey |
| 392281 | 2010 BB4               | 22 d'abril de 2007     | Catalina             | CSS               |
| 392282 | 2010 BX29              | 18 de gener de 2010    | WISE                 | WISE              |
| 392283 | 2010 BT62              | 7 d'octubre de 2008    | Mount Lemmon         | Mt. Lemmon Survey |
| 392284 | 2010 CT1               | 18 de desembre de 2009 | Mount Lemmon         | Mt. Lemmon Survey |
| 392285 | 2010 CK12              | 18 de desembre de 2001 | Socorro              | LINEAR            |
| 392286 | 2010 CJ17              | 11 de febrer de 2010   | WISE                 | WISE              |
| 392287 | 2010 CM18              | 10 de gener de 2006    | Mount Lemmon         | Mt. Lemmon Survey |
| 392288 | 2010 CL20              | 11 de gener de 2010    | Kitt Peak            | Spacewatch        |
| 392289 | 2010 CG31              | 9 de febrer de 2010    | Kitt Peak            | Spacewatch        |
| 392290 | 2010 CM34              | 10 de febrer de 2010   | Kitt Peak            | Spacewatch        |
| 392291 | 2010 CJ43              | 13 de febrer de 2010   | Mount Lemmon         | Mt. Lemmon Survey |
| 392292 | 2010 CQ43              | 5 de gener de 2010     | Kitt Peak            | Spacewatch        |
| 392293 | 2010 CX60              | 27 d'octubre de 2005   | Catalina             | CSS               |
| 392294 | 2010 CL78              | 21 d'agost de 2008     | Kitt Peak            | Spacewatch        |
| 392295 | 2010 CJ80              | 2 de maig de 2003      | Kitt Peak            | Spacewatch        |
| 392296 | 2010 CM81              | 5 de gener de 2006     | Kitt Peak            | Spacewatch        |
| 392297 | 2010 CB82              | 13 de febrer de 2010   | Kitt Peak            | Spacewatch        |
| 392298 | 2010 CG106             | 17 de març de 2005     | Kitt Peak            | Spacewatch        |
| 392299 | 2010 CX114             | 14 de febrer de 2010   | Mount Lemmon         | Mt. Lemmon Survey |
| 392300 | 2010 CJ132             | 15 de febrer de 2010   | WISE                 | WISE              |

## 392301-392400
| Nom    | Designació provisional | Data de descobriment   | Lloc de descobriment | Descobridor/s            |
| ------ | ---------------------- | ---------------------- | -------------------- | ------------------------ |
| 392301 | 2010 CL143             | 7 de setembre de 2008  | Mount Lemmon         | Mt. Lemmon Survey        |
| 392302 | 2010 CM157             | 25 de novembre de 2005 | Kitt Peak            | Spacewatch               |
| 392303 | 2010 CS166             | 13 de febrer de 2010   | Kitt Peak            | Spacewatch               |
| 392304 | 2010 CQ175             | 9 de febrer de 2010    | Kitt Peak            | Spacewatch               |
| 392305 | 2010 CV176             | 10 de febrer de 2010   | Kitt Peak            | Spacewatch               |
| 392306 | 2010 CD183             | 15 de febrer de 2010   | Haleakala            | Pan-STARRS 1             |
| 392307 | 2010 CD185             | 13 de febrer de 2010   | Socorro              | LINEAR                   |
| 392308 | 2010 CJ216             | 29 de gener de 2009    | Mount Lemmon         | Mt. Lemmon Survey        |
| 392309 | 2010 CO226             | 23 de novembre de 2009 | Mount Lemmon         | Mt. Lemmon Survey        |
| 392310 | 2010 DS6               | 16 de febrer de 2010   | Kitt Peak            | Spacewatch               |
| 392311 | 2010 DH12              | 19 de febrer de 2010   | Pla D'Arguines       | R. Ferrando              |
| 392312 | 2010 DB55              | 21 de febrer de 2010   | WISE                 | WISE                     |
| 392313 | 2010 DT64              | 26 de febrer de 2010   | WISE                 | WISE                     |
| 392314 | 2010 EU2               | 30 de desembre de 2000 | Kitt Peak            | Spacewatch               |
| 392315 | 2010 ES7               | 3 de març de 2010      | WISE                 | WISE                     |
| 392316 | 2010 ED12              | 7 de març de 2010      | Guidestar            | M. Emmerich, S. Melchert |
| 392317 | 2010 EP30              | 25 de febrer de 2006   | Kitt Peak            | Spacewatch               |
| 392318 | 2010 ET30              | 20 de desembre de 2009 | Mount Lemmon         | Mt. Lemmon Survey        |
| 392319 | 2010 EB36              | 11 de març de 2010     | La Sagra             | OAM                      |
| 392320 | 2010 EP42              | 4 de març de 2010      | Catalina             | CSS                      |
| 392321 | 2010 EP67              | 19 de setembre de 2003 | Campo Imperatore     | CINEOS                   |
| 392322 | 2010 ES68              | 12 de març de 2010     | Mount Lemmon         | Mt. Lemmon Survey        |
| 392323 | 2010 EN76              | 26 de setembre de 2008 | Kitt Peak            | Spacewatch               |
| 392324 | 2010 EB77              | 12 de març de 2010     | Kitt Peak            | Spacewatch               |
| 392325 | 2010 ET80              | 12 de març de 2010     | Mount Lemmon         | Mt. Lemmon Survey        |
| 392326 | 2010 EZ85              | 13 de març de 2010     | Kitt Peak            | Spacewatch               |
| 392327 | 2010 EF87              | 12 de gener de 2010    | Mount Lemmon         | Mt. Lemmon Survey        |
| 392328 | 2010 EQ87              | 18 d'abril de 2006     | Kitt Peak            | Spacewatch               |
| 392329 | 2010 ES89              | 14 de març de 2010     | Kitt Peak            | Spacewatch               |
| 392330 | 2010 ER93              | 15 de febrer de 2010   | Kitt Peak            | Spacewatch               |
| 392331 | 2010 EZ96              | 14 de març de 2010     | Mount Lemmon         | Mt. Lemmon Survey        |
| 392332 | 2010 EN102             | 15 de març de 2010     | Kitt Peak            | Spacewatch               |
| 392333 | 2010 ET105             | 10 de març de 2010     | Purple Mountain      | PMO NEO Survey Program   |
| 392334 | 2010 EQ107             | 12 de març de 2010     | Mount Lemmon         | Mt. Lemmon Survey        |
| 392335 | 2010 EB109             | 14 de març de 2010     | Kitt Peak            | Spacewatch               |
| 392336 | 2010 EP109             | 9 de febrer de 2010    | Kitt Peak            | Spacewatch               |
| 392337 | 2010 EA110             | 4 de març de 2010      | Kitt Peak            | Spacewatch               |
| 392338 | 2010 EY111             | 12 de març de 2010     | Kitt Peak            | Spacewatch               |
| 392339 | 2010 EU112             | 13 de març de 2010     | Kitt Peak            | Spacewatch               |
| 392340 | 2010 EQ122             | 15 de març de 2010     | Kitt Peak            | Spacewatch               |
| 392341 | 2010 EX124             | 12 de març de 2010     | Catalina             | CSS                      |
| 392342 | 2010 EB126             | 13 de març de 2010     | Catalina             | CSS                      |
| 392343 | 2010 EK133             | 19 d'abril de 2006     | Catalina             | CSS                      |
| 392344 | 2010 ER134             | 12 de març de 2010     | Kitt Peak            | Spacewatch               |
| 392345 | 2010 EQ143             | 15 de març de 2010     | Catalina             | CSS                      |
| 392346 | 2010 FG4               | 16 de març de 2010     | Mount Lemmon         | Mt. Lemmon Survey        |
| 392347 | 2010 FX17              | 18 de març de 2010     | Mount Lemmon         | Mt. Lemmon Survey        |
| 392348 | 2010 FL19              | 18 de març de 2010     | Kitt Peak            | Spacewatch               |
| 392349 | 2010 FE56              | 20 de març de 2010     | Kitt Peak            | Spacewatch               |
| 392350 | 2010 FD86              | 26 de març de 2010     | Kitt Peak            | Spacewatch               |
| 392351 | 2010 FC88              | 20 de març de 2010     | Kitt Peak            | Spacewatch               |
| 392352 | 2010 FX88              | 21 de març de 2010     | Mount Lemmon         | Mt. Lemmon Survey        |
| 392353 | 2010 FQ89              | 18 de març de 2010     | Mount Lemmon         | Mt. Lemmon Survey        |
| 392354 | 2010 GM25              | 19 de març de 2010     | Kitt Peak            | Spacewatch               |
| 392355 | 2010 GX28              | 8 d'abril de 2010      | La Sagra             | OAM                      |
| 392356 | 2010 GN32              | 8 d'abril de 2010      | Črni Vrh             | Crni Vrh                 |
| 392357 | 2010 GR66              | 9 d'abril de 2010      | Catalina             | CSS                      |
| 392358 | 2010 GW94              | 9 de març de 2003      | Kitt Peak            | Spacewatch               |
| 392359 | 2010 GN97              | 25 de març de 2010     | Kitt Peak            | Spacewatch               |
| 392360 | 2010 GU97              | 25 de març de 2010     | Kitt Peak            | Spacewatch               |
| 392361 | 2010 GY98              | 4 d'abril de 2010      | Kitt Peak            | Spacewatch               |
| 392362 | 2010 GO103             | 6 d'abril de 2010      | Kitt Peak            | Spacewatch               |
| 392363 | 2010 GF108             | 8 d'abril de 2010      | Kitt Peak            | Spacewatch               |
| 392364 | 2010 GD118             | 10 d'abril de 2010     | Kitt Peak            | Spacewatch               |
| 392365 | 2010 GW130             | 13 de gener de 2002    | Kitt Peak            | Spacewatch               |
| 392366 | 2010 GA140             | 7 d'abril de 2010      | Mount Lemmon         | Mt. Lemmon Survey        |
| 392367 | 2010 GA141             | 9 de març de 2005      | Mount Lemmon         | Mt. Lemmon Survey        |
| 392368 | 2010 GJ141             | 8 d'abril de 2010      | XuYi                 | PMO NEO Survey Program   |
| 392369 | 2010 GC144             | 11 d'abril de 2010     | Kitt Peak            | Spacewatch               |
| 392370 | 2010 GY157             | 18 d'octubre de 2007   | Kitt Peak            | Spacewatch               |
| 392371 | 2010 GV161             | 9 d'abril de 2010      | Mount Lemmon         | Mt. Lemmon Survey        |
| 392372 | 2010 HW23              | 1 de juny de 1997      | Kitt Peak            | Spacewatch               |
| 392373 | 2010 HA32              | 19 d'abril de 2010     | WISE                 | WISE                     |
| 392374 | 2010 HS64              | 26 d'abril de 2010     | WISE                 | WISE                     |
| 392375 | 2010 HK78              | 12 de febrer de 2010   | WISE                 | WISE                     |
| 392376 | 2010 HK91              | 26 de febrer de 2008   | Mount Lemmon         | Mt. Lemmon Survey        |
| 392377 | 2010 HC104             | 10 de setembre de 2007 | Kitt Peak            | Spacewatch               |
| 392378 | 2010 HV104             | 25 d'abril de 2010     | Mount Lemmon         | Mt. Lemmon Survey        |
| 392379 | 2010 HY105             | 22 d'octubre de 2003   | Kitt Peak            | Spacewatch               |
| 392380 | 2010 JB                | 2 de maig de 2010      | Kitt Peak            | Spacewatch               |
| 392381 | 2010 JW1               | 3 de maig de 2010      | Kitt Peak            | Spacewatch               |
| 392382 | 2010 JK2               | 29 de setembre de 2003 | Kitt Peak            | Spacewatch               |
| 392383 | 2010 JC3               | 4 de maig de 2010      | Nogales              | Tenagra II               |
| 392384 | 2010 JR29              | 3 de maig de 2010      | Kitt Peak            | Spacewatch               |
| 392385 | 2010 JZ33              | 15 de març de 2010     | Mount Lemmon         | Mt. Lemmon Survey        |
| 392386 | 2010 JZ39              | 5 de maig de 2010      | Mount Lemmon         | Mt. Lemmon Survey        |
| 392387 | 2010 JW77              | 1 d'octubre de 2003    | Kitt Peak            | Spacewatch               |
| 392388 | 2010 JC82              | 16 d'abril de 2001     | Anderson Mesa        | LONEOS                   |
| 392389 | 2010 JL86              | 12 de gener de 2010    | Mount Lemmon         | Mt. Lemmon Survey        |
| 392390 | 2010 JV114             | 16 de febrer de 2010   | Mount Lemmon         | Mt. Lemmon Survey        |
| 392391 | 2010 JQ116             | 14 de maig de 2010     | Mount Lemmon         | Mt. Lemmon Survey        |
| 392392 | 2010 JQ127             | 13 de maig de 2010     | WISE                 | WISE                     |
| 392393 | 2010 JJ147             | 30 de gener de 2010    | WISE                 | WISE                     |
| 392394 | 2010 JN153             | 9 de maig de 2010      | Siding Spring        | Siding Spring Survey     |
| 392395 | 2010 JE154             | 24 d'octubre de 2008   | Kitt Peak            | Spacewatch               |
| 392396 | 2010 JA155             | 9 d'abril de 2010      | Mount Lemmon         | Mt. Lemmon Survey        |
| 392397 | 2010 JK177             | 25 de maig de 2003     | Kitt Peak            | Spacewatch               |
| 392398 | 2010 KJ32              | 16 de febrer de 2010   | Catalina             | CSS                      |
| 392399 | 2010 KV69              | 2 de febrer de 2008    | Mount Lemmon         | Mt. Lemmon Survey        |
| 392400 | 2010 KZ81              | 26 de maig de 2010     | WISE                 | WISE                     |

## 392401-392500
| Nom    | Designació provisional | Data de descobriment   | Lloc de descobriment | Descobridor/s             |
| ------ | ---------------------- | ---------------------- | -------------------- | ------------------------- |
| 392401 | 2010 KP117             | 19 de maig de 2010     | Catalina             | CSS                       |
| 392402 | 2010 KQ127             | 21 de maig de 2010     | Mount Lemmon         | Mt. Lemmon Survey         |
| 392403 | 2010 LR15              | 4 de juny de 2010      | Kitt Peak            | Spacewatch                |
| 392404 | 2010 LW34              | 2 de maig de 1997      | Caussols             | ODAS                      |
| 392405 | 2010 LE40              | 12 de març de 2008     | Kitt Peak            | Spacewatch                |
| 392406 | 2010 LQ67              | 6 de juny de 2010      | La Sagra             | OAM                       |
| 392407 | 2010 LK78              | 10 de juny de 2010     | WISE                 | WISE                      |
| 392408 | 2010 LE86              | 11 de juny de 2010     | WISE                 | WISE                      |
| 392409 | 2010 LW97              | 13 de juny de 2010     | WISE                 | WISE                      |
| 392410 | 2010 LW110             | 30 d'octubre de 2007   | Kitt Peak            | Spacewatch                |
| 392411 | 2010 LC113             | 18 de març de 2009     | Kitt Peak            | Spacewatch                |
| 392412 | 2010 LG127             | 15 de juny de 2010     | WISE                 | WISE                      |
| 392413 | 2010 LV130             | 9 d'agost de 2004      | Siding Spring        | Siding Spring Survey      |
| 392414 | 2010 LU131             | 15 de juny de 2010     | WISE                 | WISE                      |
| 392415 | 2010 MZ30              | 7 d'octubre de 2008    | Mount Lemmon         | Mt. Lemmon Survey         |
| 392416 | 2010 MF51              | 20 de març de 2010     | Catalina             | CSS                       |
| 392417 | 2010 MW63              | 24 de juny de 2010     | WISE                 | WISE                      |
| 392418 | 2010 ML73              | 27 de febrer de 2008   | Mount Lemmon         | Mt. Lemmon Survey         |
| 392419 | 2010 MT80              | 26 de juny de 2010     | WISE                 | WISE                      |
| 392420 | 2010 MX82              | 27 de juny de 2010     | WISE                 | WISE                      |
| 392421 | 2010 MK86              | 27 de juny de 2010     | WISE                 | WISE                      |
| 392422 | 2010 NB4               | 24 de setembre de 2005 | Anderson Mesa        | LONEOS                    |
| 392423 | 2010 NB14              | 5 de juliol de 2010    | WISE                 | WISE                      |
| 392424 | 2010 NF81              | 15 de juliol de 2010   | WISE                 | WISE                      |
| 392425 | 2010 NG82              | 24 d'abril de 2003     | Kitt Peak            | Spacewatch                |
| 392426 | 2010 NZ116             | 14 de juliol de 2010   | WISE                 | WISE                      |
| 392427 | 2010 OU20              | 19 d'abril de 2009     | Catalina             | CSS                       |
| 392428 | 2010 OQ45              | 22 de juliol de 2010   | WISE                 | WISE                      |
| 392429 | 2010 OJ51              | 22 de juliol de 2010   | WISE                 | WISE                      |
| 392430 | 2010 OG76              | 27 de juliol de 2010   | WISE                 | WISE                      |
| 392431 | 2010 OE107             | 29 de juliol de 2010   | WISE                 | WISE                      |
| 392432 | 2010 OM110             | 15 de juliol de 2004   | Siding Spring        | Siding Spring Survey      |
| 392433 | 2010 OF119             | 3 de febrer de 2010    | WISE                 | WISE                      |
| 392434 | 2010 QS5               | 26 de març de 2003     | Campo Imperatore     | CINEOS                    |
| 392435 | 2010 RV56              | 24 d'octubre de 2005   | Kitt Peak            | Spacewatch                |
| 392436 | 2010 RZ61              | 6 de setembre de 2010  | Kitt Peak            | Spacewatch                |
| 392437 | 2010 RP90              | 28 de març de 2008     | Kitt Peak            | Spacewatch                |
| 392438 | 2010 RQ96              | 9 de setembre de 2010  | Kitt Peak            | Spacewatch                |
| 392439 | 2010 RE101             | 11 de febrer de 2008   | Mount Lemmon         | Mt. Lemmon Survey         |
| 392440 | 2010 RH120             | 8 de setembre de 2010  | Moletai              | K. Cernis, J. Zdanavicius |
| 392441 | 2010 RH129             | 15 de setembre de 2010 | Mount Lemmon         | Mt. Lemmon Survey         |
| 392442 | 2010 RW161             | 4 de setembre de 2010  | Mount Lemmon         | Mt. Lemmon Survey         |
| 392443 | 2010 TY80              | 17 d'abril de 2009     | Mount Lemmon         | Mt. Lemmon Survey         |
| 392444 | 2010 TZ103             | 16 de febrer de 2007   | Catalina             | CSS                       |
| 392445 | 2010 TF178             | 5 de maig de 2008      | Mount Lemmon         | Mt. Lemmon Survey         |
| 392446 | 2010 TV185             | 7 de setembre de 2008  | Mount Lemmon         | Mt. Lemmon Survey         |
| 392447 | 2010 UN11              | 12 de novembre de 1999 | Socorro              | LINEAR                    |
| 392448 | 2010 UF40              | 15 de setembre de 2007 | Mount Lemmon         | Mt. Lemmon Survey         |
| 392449 | 2010 UQ97              | 28 d'octubre de 2010   | Mount Lemmon         | Mt. Lemmon Survey         |
| 392450 | 2010 VX35              | 2 de febrer de 2008    | Kitt Peak            | Spacewatch                |
| 392451 | 2010 VT83              | 19 de setembre de 2009 | Kitt Peak            | Spacewatch                |
| 392452 | 2010 VL91              | 6 de novembre de 2010  | Kitt Peak            | Spacewatch                |
| 392453 | 2010 VO106             | 5 de novembre de 2010  | Mount Lemmon         | Mt. Lemmon Survey         |
| 392454 | 2010 VZ121             | 15 de setembre de 2009 | Kitt Peak            | Spacewatch                |
| 392455 | 2010 VE143             | 27 d'agost de 2009     | Kitt Peak            | Spacewatch                |
| 392456 | 2010 VB164             | 17 de setembre de 2009 | Kitt Peak            | Spacewatch                |
| 392457 | 2010 VV171             | 27 d'octubre de 2009   | Mount Lemmon         | Mt. Lemmon Survey         |
| 392458 | 2010 VU201             | 14 de novembre de 2010 | Mount Lemmon         | Mt. Lemmon Survey         |
| 392459 | 2010 WE20              | 21 de setembre de 2009 | Kitt Peak            | Spacewatch                |
| 392460 | 2010 XY9               | 8 de novembre de 2010  | Mount Lemmon         | Mt. Lemmon Survey         |
| 392461 | 2010 XT65              | 25 de setembre de 2009 | Kitt Peak            | Spacewatch                |
| 392462 | 2010 XB77              | 6 de novembre de 2010  | Mount Lemmon         | Mt. Lemmon Survey         |
| 392463 | 2011 BG58              | 23 d'octubre de 2009   | Mount Lemmon         | Mt. Lemmon Survey         |
| 392464 | 2011 BD109             | 13 de març de 2007     | Mount Lemmon         | Mt. Lemmon Survey         |
| 392465 | 2011 CT5               | 17 de juny de 2009     | Mount Lemmon         | Mt. Lemmon Survey         |
| 392466 | 2011 CB66              | 30 de setembre de 2006 | Mount Lemmon         | Mt. Lemmon Survey         |
| 392467 | 2011 CH67              | 24 de gener de 2011    | Mount Lemmon         | Mt. Lemmon Survey         |
| 392468 | 2011 CF70              | 5 de febrer de 2011    | Catalina             | CSS                       |
| 392469 | 2011 EJ36              | 10 de març de 2007     | Kitt Peak            | Spacewatch                |
| 392470 | 2011 EK68              | 27 de febrer de 2007   | Kitt Peak            | Spacewatch                |
| 392471 | 2011 FW3               | 14 d'abril de 2007     | Kitt Peak            | Spacewatch                |
| 392472 | 2011 FS31              | 28 de març de 2011     | Kitt Peak            | Spacewatch                |
| 392473 | 2011 FW31              | 4 de març de 2011      | Mount Lemmon         | Mt. Lemmon Survey         |
| 392474 | 2011 FP47              | 18 de març de 2004     | Kitt Peak            | Spacewatch                |
| 392475 | 2011 FA145             | 24 d'abril de 2008     | Kitt Peak            | Spacewatch                |
| 392476 | 2011 GD3               | 14 d'abril de 2008     | Mount Lemmon         | Mt. Lemmon Survey         |
| 392477 | 2011 GA52              | 11 de març de 2011     | Kitt Peak            | Spacewatch                |
| 392478 | 2011 GJ74              | 12 de novembre de 1999 | Socorro              | LINEAR                    |
| 392479 | 2011 HU11              | 22 d'abril de 2011     | Kitt Peak            | Spacewatch                |
| 392480 | 2011 HT14              | 21 d'octubre de 1995   | Kitt Peak            | Spacewatch                |
| 392481 | 2011 HC22              | 27 d'octubre de 2009   | Mount Lemmon         | Mt. Lemmon Survey         |
| 392482 | 2011 HQ31              | 29 de març de 2011     | Kitt Peak            | Spacewatch                |
| 392483 | 2011 HX31              | 16 d'octubre de 2003   | Kitt Peak            | Spacewatch                |
| 392484 | 2011 HA51              | 3 de novembre de 2008  | Catalina             | CSS                       |
| 392485 | 2011 HY59              | 30 de juliol de 2008   | Mount Lemmon         | Mt. Lemmon Survey         |
| 392486 | 2011 HE76              | 14 de març de 2004     | Kitt Peak            | Spacewatch                |
| 392487 | 2011 JK10              | 16 de febrer de 2004   | Kitt Peak            | Spacewatch                |
| 392488 | 2011 KN2               | 5 de novembre de 1999  | Kitt Peak            | Spacewatch                |
| 392489 | 2011 KM8               | 25 de febrer de 2007   | Kitt Peak            | Spacewatch                |
| 392490 | 2011 KH15              | 9 de gener de 2007     | Mount Lemmon         | Mt. Lemmon Survey         |
| 392491 | 2011 KQ30              | 28 d'agost de 2005     | Kitt Peak            | Spacewatch                |
| 392492 | 2011 KL40              | 26 de març de 2007     | Mount Lemmon         | Mt. Lemmon Survey         |
| 392493 | 2011 LJ17              | 10 de juny de 2004     | Campo Imperatore     | CINEOS                    |
| 392494 | 2011 NS                | 27 de juny de 2011     | Mount Lemmon         | Mt. Lemmon Survey         |
| 392495 | 2011 OL6               | 11 d'octubre de 2004   | Kitt Peak            | Spacewatch                |
| 392496 | 2011 OW12              | 30 de desembre de 2005 | Kitt Peak            | Spacewatch                |
| 392497 | 2011 OK15              | 21 de setembre de 2008 | Kitt Peak            | Spacewatch                |
| 392498 | 2011 OR20              | 16 d'abril de 2004     | Socorro              | LINEAR                    |
| 392499 | 2011 OH25              | 28 de desembre de 2005 | Mount Lemmon         | Mt. Lemmon Survey         |
| 392500 | 2011 OS27              | 29 de setembre de 2008 | Mount Lemmon         | Mt. Lemmon Survey         |

## 392501-392600
| Nom    | Designació provisional | Data de descobriment   | Lloc de descobriment | Descobridor/s        |
| ------ | ---------------------- | ---------------------- | -------------------- | -------------------- |
| 392501 | 2011 OD28              | 11 d'octubre de 2006   | Kitt Peak            | Spacewatch           |
| 392502 | 2011 OE31              | 20 de febrer de 2009   | Kitt Peak            | Spacewatch           |
| 392503 | 2011 OJ43              | 9 d'octubre de 2004    | Kitt Peak            | Spacewatch           |
| 392504 | 2011 OW44              | 4 de febrer de 2006    | Kitt Peak            | Spacewatch           |
| 392505 | 2011 OX46              | 6 d'octubre de 2008    | Mount Lemmon         | Mt. Lemmon Survey    |
| 392506 | 2011 OJ51              | 11 de setembre de 2006 | Catalina             | CSS                  |
| 392507 | 2011 PP4               | 10 de setembre de 2004 | Socorro              | LINEAR               |
| 392508 | 2011 PT4               | 13 de març de 2010     | Mount Lemmon         | Mt. Lemmon Survey    |
| 392509 | 2011 PE12              | 14 de gener de 2010    | WISE                 | WISE                 |
| 392510 | 2011 PR12              | 3 de juliol de 2011    | Catalina             | CSS                  |
| 392511 | 2011 PF13              | 20 d'abril de 2007     | Kitt Peak            | Spacewatch           |
| 392512 | 2011 QM17              | 21 d'agost de 2006     | Kitt Peak            | Spacewatch           |
| 392513 | 2011 QR18              | 1 d'octubre de 2003    | Kitt Peak            | Spacewatch           |
| 392514 | 2011 QX19              | 5 de novembre de 2007  | Kitt Peak            | Spacewatch           |
| 392515 | 2011 QM26              | 1 de maig de 2003      | Kitt Peak            | Spacewatch           |
| 392516 | 2011 QG27              | 1 d'octubre de 2000    | Socorro              | LINEAR               |
| 392517 | 2011 QM27              | 26 de maig de 2006     | Kitt Peak            | Spacewatch           |
| 392518 | 2011 QB30              | 19 d'octubre de 2007   | Kitt Peak            | Spacewatch           |
| 392519 | 2011 QE30              | 13 de setembre de 2007 | Catalina             | CSS                  |
| 392520 | 2011 QW30              | 25 de juliol de 2004   | Anderson Mesa        | LONEOS               |
| 392521 | 2011 QH36              | 25 de febrer de 2006   | Mount Lemmon         | Mt. Lemmon Survey    |
| 392522 | 2011 QM36              | 15 de març de 2004     | Kitt Peak            | Spacewatch           |
| 392523 | 2011 QW42              | 25 de gener de 2006    | Kitt Peak            | Spacewatch           |
| 392524 | 2011 QT43              | 11 de març de 2010     | WISE                 | WISE                 |
| 392525 | 2011 QH49              | 10 d'octubre de 2007   | Mount Lemmon         | Mt. Lemmon Survey    |
| 392526 | 2011 QO55              | 16 d'octubre de 1993   | Kitt Peak            | Spacewatch           |
| 392527 | 2011 QY60              | 1 d'agost de 2005      | Campo Imperatore     | CINEOS               |
| 392528 | 2011 QC61              | 30 de desembre de 2007 | Kitt Peak            | Spacewatch           |
| 392529 | 2011 QU61              | 7 de maig de 2005      | Kitt Peak            | Spacewatch           |
| 392530 | 2011 QK65              | 20 d'agost de 2006     | Kitt Peak            | Spacewatch           |
| 392531 | 2011 QH66              | 12 de gener de 2010    | WISE                 | WISE                 |
| 392532 | 2011 QW69              | 27 de gener de 2006    | Kitt Peak            | Spacewatch           |
| 392533 | 2011 QK72              | 29 de maig de 2003     | Socorro              | LINEAR               |
| 392534 | 2011 QY91              | 2 de novembre de 2007  | Kitt Peak            | Spacewatch           |
| 392535 | 2011 QZ92              | 18 de juliol de 2006   | Mount Lemmon         | Mt. Lemmon Survey    |
| 392536 | 2011 QX94              | 12 de novembre de 2007 | Mount Lemmon         | Mt. Lemmon Survey    |
| 392537 | 2011 QE95              | 9 de juny de 2010      | Kitt Peak            | Spacewatch           |
| 392538 | 2011 QA99              | 19 de novembre de 2000 | Socorro              | LINEAR               |
| 392539 | 2011 RO1               | 30 de desembre de 2008 | Mount Lemmon         | Mt. Lemmon Survey    |
| 392540 | 2011 RG6               | 14 de setembre de 2007 | Mount Lemmon         | Mt. Lemmon Survey    |
| 392541 | 2011 RP11              | 19 de febrer de 2009   | Mount Lemmon         | Mt. Lemmon Survey    |
| 392542 | 2011 RY16              | 16 d'octubre de 2006   | Catalina             | CSS                  |
| 392543 | 2011 RZ17              | 10 d'octubre de 1994   | Kitt Peak            | Spacewatch           |
| 392544 | 2011 SW4               | 21 d'agost de 2000     | Anderson Mesa        | LONEOS               |
| 392545 | 2011 SM10              | 14 d'octubre de 2007   | Kitt Peak            | Spacewatch           |
| 392546 | 2011 SC13              | 18 de novembre de 2007 | Kitt Peak            | Spacewatch           |
| 392547 | 2011 SX18              | 8 de novembre de 2007  | Mount Lemmon         | Mt. Lemmon Survey    |
| 392548 | 2011 SM27              | 3 de novembre de 2007  | Mount Lemmon         | Mt. Lemmon Survey    |
| 392549 | 2011 SY32              | 9 d'octubre de 2004    | Kitt Peak            | Spacewatch           |
| 392550 | 2011 SZ43              | 20 d'abril de 2007     | Mount Lemmon         | Mt. Lemmon Survey    |
| 392551 | 2011 SM44              | 18 de gener de 2002    | Cima Ekar            | ADAS                 |
| 392552 | 2011 SA46              | 3 d'octubre de 2006    | Mount Lemmon         | Mt. Lemmon Survey    |
| 392553 | 2011 SO46              | 25 de setembre de 2006 | Kitt Peak            | Spacewatch           |
| 392554 | 2011 SK50              | 21 de setembre de 2011 | Catalina             | CSS                  |
| 392555 | 2011 SW52              | 8 de setembre de 2011  | Kitt Peak            | Spacewatch           |
| 392556 | 2011 SP58              | 5 d'octubre de 2000    | Kitt Peak            | Spacewatch           |
| 392557 | 2011 SW67              | 4 d'octubre de 2004    | Kitt Peak            | Spacewatch           |
| 392558 | 2011 SO71              | 12 de maig de 2007     | Mount Lemmon         | Mt. Lemmon Survey    |
| 392559 | 2011 SC74              | 6 d'octubre de 2007    | Kitt Peak            | Spacewatch           |
| 392560 | 2011 SD74              | 19 de novembre de 2007 | Mount Lemmon         | Mt. Lemmon Survey    |
| 392561 | 2011 SQ79              | 2 de novembre de 2007  | Mount Lemmon         | Mt. Lemmon Survey    |
| 392562 | 2011 SK83              | 19 d'octubre de 2006   | Catalina             | CSS                  |
| 392563 | 2011 SD86              | 29 de maig de 2003     | Socorro              | LINEAR               |
| 392564 | 2011 SW91              | 19 d'agost de 2006     | Kitt Peak            | Spacewatch           |
| 392565 | 2011 SA94              | 1 de novembre de 2007  | Kitt Peak            | Spacewatch           |
| 392566 | 2011 ST103             | 3 de desembre de 2007  | Kitt Peak            | Spacewatch           |
| 392567 | 2011 SG111             | 15 de juliol de 2007   | Siding Spring        | Siding Spring Survey |
| 392568 | 2011 SU115             | 28 d'agost de 2011     | Siding Spring        | Siding Spring Survey |
| 392569 | 2011 SQ116             | 7 d'octubre de 2007    | Mount Lemmon         | Mt. Lemmon Survey    |
| 392570 | 2011 SN117             | 23 de setembre de 2011 | Kitt Peak            | Spacewatch           |
| 392571 | 2011 SG119             | 21 d'octubre de 2006   | Mount Lemmon         | Mt. Lemmon Survey    |
| 392572 | 2011 SU119             | 15 d'octubre de 2004   | Mount Lemmon         | Mt. Lemmon Survey    |
| 392573 | 2011 SQ122             | 22 de juliol de 2006   | Mount Lemmon         | Mt. Lemmon Survey    |
| 392574 | 2011 SZ124             | 19 de març de 2009     | Kitt Peak            | Spacewatch           |
| 392575 | 2011 SG128             | 23 de setembre de 2011 | Kitt Peak            | Spacewatch           |
| 392576 | 2011 SS130             | 19 de setembre de 1998 | Kitt Peak            | Spacewatch           |
| 392577 | 2011 SB140             | 17 de març de 2005     | Mount Lemmon         | Mt. Lemmon Survey    |
| 392578 | 2011 SR141             | 16 d'octubre de 2006   | Kitt Peak            | Spacewatch           |
| 392579 | 2011 SV144             | 15 de setembre de 2006 | Kitt Peak            | Spacewatch           |
| 392580 | 2011 SE146             | 22 d'abril de 2009     | Mount Lemmon         | Mt. Lemmon Survey    |
| 392581 | 2011 ST169             | 21 de setembre de 2011 | Kitt Peak            | Spacewatch           |
| 392582 | 2011 SL176             | 1 de febrer de 2006    | Kitt Peak            | Spacewatch           |
| 392583 | 2011 SL178             | 28 de setembre de 1997 | Kitt Peak            | Spacewatch           |
| 392584 | 2011 SZ180             | 17 d'octubre de 2006   | Kitt Peak            | Spacewatch           |
| 392585 | 2011 SC183             | 1 d'octubre de 2000    | Anderson Mesa        | LONEOS               |
| 392586 | 2011 SU188             | 10 d'abril de 2010     | WISE                 | WISE                 |
| 392587 | 2011 SM195             | 30 de gener de 2006    | Kitt Peak            | Spacewatch           |
| 392588 | 2011 SC199             | 18 de novembre de 2007 | Mount Lemmon         | Mt. Lemmon Survey    |
| 392589 | 2011 SG200             | 2 de març de 2009      | Kitt Peak            | Spacewatch           |
| 392590 | 2011 SH201             | 5 d'octubre de 2007    | Kitt Peak            | Spacewatch           |
| 392591 | 2011 SQ201             | 29 de juliol de 2010   | WISE                 | WISE                 |
| 392592 | 2011 SM202             | 13 de setembre de 2007 | Mount Lemmon         | Mt. Lemmon Survey    |
| 392593 | 2011 SL207             | 26 de juny de 2007     | Kitt Peak            | Spacewatch           |
| 392594 | 2011 SR208             | 23 de setembre de 2005 | Kitt Peak            | Spacewatch           |
| 392595 | 2011 SE213             | 21 de setembre de 2011 | Kitt Peak            | Spacewatch           |
| 392596 | 2011 SV216             | 19 de setembre de 2006 | Catalina             | CSS                  |
| 392597 | 2011 SP220             | 18 d'agost de 2006     | Kitt Peak            | Spacewatch           |
| 392598 | 2011 SH223             | 16 d'abril de 2005     | Kitt Peak            | Spacewatch           |
| 392599 | 2011 SE225             | 19 de maig de 2004     | Campo Imperatore     | CINEOS               |
| 392600 | 2011 SK226             | 22 de juliol de 2010   | WISE                 | WISE                 |

## 392601-392700
| Nom    | Designació provisional | Data de descobriment   | Lloc de descobriment | Descobridor/s          |
| ------ | ---------------------- | ---------------------- | -------------------- | ---------------------- |
| 392601 | 2011 SS227             | 29 de setembre de 2011 | Mount Lemmon         | Mt. Lemmon Survey      |
| 392602 | 2011 SH234             | 2 d'octubre de 2006    | Mount Lemmon         | Mt. Lemmon Survey      |
| 392603 | 2011 SW234             | 7 de maig de 2006      | Kitt Peak            | Spacewatch             |
| 392604 | 2011 SS242             | 16 de desembre de 2007 | Kitt Peak            | Spacewatch             |
| 392605 | 2011 SX245             | 22 d'abril de 2009     | Mount Lemmon         | Mt. Lemmon Survey      |
| 392606 | 2011 SZ245             | 14 de març de 2005     | Mount Lemmon         | Mt. Lemmon Survey      |
| 392607 | 2011 SV252             | 29 de març de 2009     | Kitt Peak            | Spacewatch             |
| 392608 | 2011 SF253             | 27 d'octubre de 2006   | Kitt Peak            | Spacewatch             |
| 392609 | 2011 SQ254             | 21 d'octubre de 2006   | Mount Lemmon         | Mt. Lemmon Survey      |
| 392610 | 2011 SM255             | 14 de març de 2004     | Kitt Peak            | Spacewatch             |
| 392611 | 2011 SH258             | 22 de setembre de 2011 | Kitt Peak            | Spacewatch             |
| 392612 | 2011 TA7               | 27 d'agost de 2006     | Kitt Peak            | Spacewatch             |
| 392613 | 2011 TY8               | 17 de febrer de 2004   | Socorro              | LINEAR                 |
| 392614 | 2011 TM10              | 1 de febrer de 2010    | WISE                 | WISE                   |
| 392615 | 2011 TU13              | 26 de setembre de 2006 | Kitt Peak            | Spacewatch             |
| 392616 | 2011 TX15              | 24 de maig de 2006     | Catalina             | CSS                    |
| 392617 | 2011 UV3               | 10 de febrer de 2008   | Mount Lemmon         | Mt. Lemmon Survey      |
| 392618 | 2011 UF9               | 25 de maig de 2003     | Kitt Peak            | Spacewatch             |
| 392619 | 2011 UM13              | 4 de novembre de 2007  | Kitt Peak            | Spacewatch             |
| 392620 | 2011 UK22              | 9 de febrer de 2008    | Mount Lemmon         | Mt. Lemmon Survey      |
| 392621 | 2011 UM23              | 1 d'octubre de 2005    | Mount Lemmon         | Mt. Lemmon Survey      |
| 392622 | 2011 UO24              | 12 d'octubre de 2005   | Kitt Peak            | Spacewatch             |
| 392623 | 2011 UF30              | 9 d'octubre de 2002    | Socorro              | LINEAR                 |
| 392624 | 2011 UG30              | 23 de setembre de 2011 | Mount Lemmon         | Mt. Lemmon Survey      |
| 392625 | 2011 US35              | 9 d'abril de 2010      | WISE                 | WISE                   |
| 392626 | 2011 UB37              | 1 d'octubre de 2005    | Catalina             | CSS                    |
| 392627 | 2011 UQ38              | 22 de novembre de 2006 | Kitt Peak            | Spacewatch             |
| 392628 | 2011 UH41              | 30 de setembre de 2011 | Kitt Peak            | Spacewatch             |
| 392629 | 2011 UL44              | 16 de novembre de 2006 | Catalina             | CSS                    |
| 392630 | 2011 UR44              | 19 d'octubre de 1995   | Kitt Peak            | Spacewatch             |
| 392631 | 2011 UH72              | 13 de març de 2005     | Mount Lemmon         | Mt. Lemmon Survey      |
| 392632 | 2011 UW73              | 11 d'octubre de 2005   | Kitt Peak            | Spacewatch             |
| 392633 | 2011 UE79              | 17 de setembre de 2010 | Mount Lemmon         | Mt. Lemmon Survey      |
| 392634 | 2011 UN92              | 1 d'octubre de 2006    | Kitt Peak            | Spacewatch             |
| 392635 | 2011 UJ97              | 25 d'octubre de 1995   | Kitt Peak            | Spacewatch             |
| 392636 | 2011 UV107             | 19 de novembre de 2006 | Kitt Peak            | Spacewatch             |
| 392637 | 2011 UO114             | 31 d'octubre de 2006   | Mount Lemmon         | Mt. Lemmon Survey      |
| 392638 | 2011 UT118             | 18 de setembre de 2006 | Kitt Peak            | Spacewatch             |
| 392639 | 2011 UE122             | 9 de març de 2008      | Mount Lemmon         | Mt. Lemmon Survey      |
| 392640 | 2011 UY122             | 22 de setembre de 2011 | Kitt Peak            | Spacewatch             |
| 392641 | 2011 UL129             | 27 de març de 2003     | Kitt Peak            | Spacewatch             |
| 392642 | 2011 UV130             | 19 de maig de 2010     | WISE                 | WISE                   |
| 392643 | 2011 UN135             | 9 d'abril de 1999      | Kitt Peak            | Spacewatch             |
| 392644 | 2011 UF136             | 18 de setembre de 2006 | Kitt Peak            | Spacewatch             |
| 392645 | 2011 UT136             | 18 d'abril de 2009     | Mount Lemmon         | Mt. Lemmon Survey      |
| 392646 | 2011 UW141             | 23 d'octubre de 2011   | Mount Lemmon         | Mt. Lemmon Survey      |
| 392647 | 2011 UY142             | 25 d'octubre de 2005   | Kitt Peak            | Spacewatch             |
| 392648 | 2011 UB144             | 4 d'octubre de 2006    | Mount Lemmon         | Mt. Lemmon Survey      |
| 392649 | 2011 UG150             | 23 d'octubre de 2006   | Kitt Peak            | Spacewatch             |
| 392650 | 2011 UY158             | 23 de març de 2001     | Kitt Peak            | Spacewatch             |
| 392651 | 2011 UA162             | 12 de setembre de 2006 | Siding Spring        | Siding Spring Survey   |
| 392652 | 2011 UN183             | 17 d'abril de 2009     | Kitt Peak            | Spacewatch             |
| 392653 | 2011 UP184             | 17 d'abril de 2005     | Kitt Peak            | Spacewatch             |
| 392654 | 2011 UE195             | 1 d'abril de 2009      | Kitt Peak            | Spacewatch             |
| 392655 | 2011 UL205             | 25 de març de 2009     | XuYi                 | PMO NEO Survey Program |
| 392656 | 2011 UU206             | 10 de maig de 2005     | Kitt Peak            | Spacewatch             |
| 392657 | 2011 UR225             | 25 de maig de 2006     | Mount Lemmon         | Mt. Lemmon Survey      |
| 392658 | 2011 US226             | 28 de setembre de 2011 | Kitt Peak            | Spacewatch             |
| 392659 | 2011 UP237             | 31 de març de 2008     | Mount Lemmon         | Mt. Lemmon Survey      |
| 392660 | 2011 UP245             | 14 de novembre de 2006 | Kitt Peak            | Spacewatch             |
| 392661 | 2011 UO255             | 29 d'abril de 2009     | Kitt Peak            | Spacewatch             |
| 392662 | 2011 UK256             | 3 de setembre de 2010  | Mount Lemmon         | Mt. Lemmon Survey      |
| 392663 | 2011 UN268             | 6 d'agost de 2006      | Anderson Mesa        | LONEOS                 |
| 392664 | 2011 UY283             | 18 de juliol de 2006   | Siding Spring        | Siding Spring Survey   |
| 392665 | 2011 UH287             | 14 d'octubre de 2007   | Mount Lemmon         | Mt. Lemmon Survey      |
| 392666 | 2011 UV290             | 19 de gener de 2002    | Kitt Peak            | Spacewatch             |
| 392667 | 2011 UV296             | 14 de maig de 2009     | Mount Lemmon         | Mt. Lemmon Survey      |
| 392668 | 2011 UE302             | 25 de novembre de 2000 | Kitt Peak            | Spacewatch             |
| 392669 | 2011 UR305             | 22 d'abril de 2010     | WISE                 | WISE                   |
| 392670 | 2011 UV305             | 9 de novembre de 2007  | Kitt Peak            | Spacewatch             |
| 392671 | 2011 UN307             | 6 de febrer de 2008    | Catalina             | CSS                    |
| 392672 | 2011 UA322             | 12 d'abril de 2010     | WISE                 | WISE                   |
| 392673 | 2011 UN324             | 16 d'octubre de 2007   | Mount Lemmon         | Mt. Lemmon Survey      |
| 392674 | 2011 UR324             | 7 de setembre de 2011  | Kitt Peak            | Spacewatch             |
| 392675 | 2011 UT339             | 10 de novembre de 2006 | Kitt Peak            | Spacewatch             |
| 392676 | 2011 UJ343             | 19 de novembre de 2006 | Kitt Peak            | Spacewatch             |
| 392677 | 2011 US344             | 17 de març de 2004     | Kitt Peak            | Spacewatch             |
| 392678 | 2011 UH348             | 30 de novembre de 2006 | Kitt Peak            | Spacewatch             |
| 392679 | 2011 UR355             | 20 de setembre de 2011 | Kitt Peak            | Spacewatch             |
| 392680 | 2011 US357             | 14 de novembre de 2006 | Kitt Peak            | Spacewatch             |
| 392681 | 2011 UX376             | 12 de desembre de 2006 | Kitt Peak            | Spacewatch             |
| 392682 | 2011 UC405             | 29 d'agost de 2006     | Catalina             | CSS                    |
| 392683 | 2011 UP406             | 19 d'octubre de 2007   | Catalina             | CSS                    |
| 392684 | 2011 VP8               | 23 d'octubre de 2006   | Mount Lemmon         | Mt. Lemmon Survey      |
| 392685 | 2011 VT9               | 20 de setembre de 2011 | Mount Lemmon         | Mt. Lemmon Survey      |
| 392686 | 2011 VY11              | 17 de setembre de 2010 | Catalina             | CSS                    |
| 392687 | 2011 VY22              | 17 de juliol de 1998   | Caussols             | ODAS                   |
| 392688 | 2011 WL4               | 20 d'abril de 2009     | Mount Lemmon         | Mt. Lemmon Survey      |
| 392689 | 2011 WG37              | 24 d'abril de 2000     | Kitt Peak            | Spacewatch             |
| 392690 | 2011 WW42              | 12 d'octubre de 2010   | Mount Lemmon         | Mt. Lemmon Survey      |
| 392691 | 2011 WW46              | 23 de desembre de 2006 | Mount Lemmon         | Mt. Lemmon Survey      |
| 392692 | 2011 WK47              | 11 de maig de 2005     | Kitt Peak            | Spacewatch             |
| 392693 | 2011 WS48              | 15 de maig de 2009     | Kitt Peak            | Spacewatch             |
| 392694 | 2011 WR54              | 20 de maig de 2010     | WISE                 | WISE                   |
| 392695 | 2011 WO56              | 10 de novembre de 2005 | Mount Lemmon         | Mt. Lemmon Survey      |
| 392696 | 2011 WS109             | 12 de novembre de 2005 | Kitt Peak            | Spacewatch             |
| 392697 | 2011 WK115             | 12 de març de 2010     | WISE                 | WISE                   |
| 392698 | 2011 WP140             | 20 d'octubre de 2011   | Mount Lemmon         | Mt. Lemmon Survey      |
| 392699 | 2011 WH141             | 17 de novembre de 2006 | Kitt Peak            | Spacewatch             |
| 392700 | 2011 YA14              | 24 d'agost de 2008     | Kitt Peak            | Spacewatch             |

## 392701-392800
| Nom                   | Designació provisional | Data de descobriment   | Lloc de descobriment | Descobridor/s                              |
| --------------------- | ---------------------- | ---------------------- | -------------------- | ------------------------------------------ |
| 392701                | 2011 YK45              | 28 de setembre de 2008 | Mount Lemmon         | Mt. Lemmon Survey                          |
| 392702                | 2011 YD50              | 15 de maig de 2009     | Kitt Peak            | Spacewatch                                 |
| 392703                | 2011 YD71              | 2 de novembre de 2010  | Mount Lemmon         | Mt. Lemmon Survey                          |
| 392704                | 2012 AE1               | 18 d'abril de 2007     | Mount Lemmon         | Mt. Lemmon Survey                          |
| 392705                | 2012 BJ20              | 19 de març de 1996     | Kitt Peak            | Spacewatch                                 |
| 392706                | 2012 BJ31              | 15 de desembre de 2004 | Campo Imperatore     | CINEOS                                     |
| 392707                | 2012 BC48              | 28 de maig de 2009     | Mount Lemmon         | Mt. Lemmon Survey                          |
| 392708                | 2012 BO117             | 16 d'octubre de 1977   | Palomar              | C. J. van Houten, I. van Houten-Groeneveld |
| 392709                | 2012 BG122             | 13 de febrer de 2002   | Kitt Peak            | Spacewatch                                 |
| 392710                | 2012 BH132             | 8 d'agost de 2004      | Socorro              | LINEAR                                     |
| 392711                | 2012 BW134             | 10 de març de 2005     | Catalina             | CSS                                        |
| 392712                | 2012 BX136             | 2 de febrer de 2010    | WISE                 | WISE                                       |
| 392713                | 2012 DB18              | 9 de febrer de 2008    | Kitt Peak            | Spacewatch                                 |
| 392714                | 2012 DE79              | 19 de març de 2001     | Anderson Mesa        | LONEOS                                     |
| 392715                | 2012 FJ82              | 8 de febrer de 2008    | Mount Lemmon         | Mt. Lemmon Survey                          |
| 392716                | 2012 HN59              | 1 de novembre de 2005  | Mount Lemmon         | Mt. Lemmon Survey                          |
| 392717                | 2012 HM65              | 14 de desembre de 1995 | Kitt Peak            | Spacewatch                                 |
| 392718                | 2012 KN                | 15 de gener de 2010    | WISE                 | WISE                                       |
| 392719                | 2012 KT34              | 19 d'octubre de 1998   | Kitt Peak            | Spacewatch                                 |
| 392720                | 2012 MD15              | 6 de setembre de 2007  | Siding Spring        | Siding Spring Survey                       |
| 392721                | 2012 PD                | 2 de març de 1998      | Kitt Peak            | Spacewatch                                 |
| 392722                | 2012 PM                | 14 de setembre de 2007 | Catalina             | CSS                                        |
| 392723                | 2012 PD24              | 6 d'octubre de 2005    | Kitt Peak            | Spacewatch                                 |
| 392724                | 2012 QF23              | 10 de desembre de 2009 | Mount Lemmon         | Mt. Lemmon Survey                          |
| 392725                | 2012 QY37              | 4 d'octubre de 2004    | Kitt Peak            | Spacewatch                                 |
| 392726                | 2012 QD39              | 12 d'agost de 2012     | Siding Spring        | Siding Spring Survey                       |
| 392727                | 2012 QB40              | 11 de setembre de 2004 | Socorro              | LINEAR                                     |
| 392728 Zdzisławłączny | 2012 QJ52              | 21 d'agost de 2012     | Rantiga Osservat     | M. Zolnowski, M. Kusiak                    |
| 392729                | 2012 RN1               | 20 de setembre de 2007 | Kitt Peak            | Spacewatch                                 |
| 392730                | 2012 RN7               | 23 de gener de 2006    | Catalina             | CSS                                        |
| 392731                | 2012 RR9               | 8 d'abril de 2006      | Catalina             | CSS                                        |
| 392732                | 2012 RO11              | 20 de febrer de 2009   | Kitt Peak            | Spacewatch                                 |
| 392733                | 2012 RN13              | 16 de setembre de 1998 | Kitt Peak            | Spacewatch                                 |
| 392734                | 2012 RM20              | 1 de desembre de 2008  | Mount Lemmon         | Mt. Lemmon Survey                          |
| 392735                | 2012 RL22              | 14 de març de 2010     | Kitt Peak            | Spacewatch                                 |
| 392736                | 2012 RP29              | 25 de desembre de 2005 | Mount Lemmon         | Mt. Lemmon Survey                          |
| 392737                | 2012 RO30              | 10 de setembre de 2004 | Socorro              | LINEAR                                     |
| 392738                | 2012 RN32              | 27 de gener de 2007    | Kitt Peak            | Spacewatch                                 |
| 392739                | 2012 SS11              | 18 de setembre de 2003 | Kitt Peak            | Spacewatch                                 |
| 392740                | 2012 SS27              | 24 de febrer de 2006   | Kitt Peak            | Spacewatch                                 |
| 392741                | 2012 SQ31              | 27 de desembre de 2009 | Kitt Peak            | Spacewatch                                 |
| 392742                | 2012 SS31              | 7 d'octubre de 2008    | Mount Lemmon         | Mt. Lemmon Survey                          |
| 392743                | 2012 SG38              | 9 de febrer de 2005    | Kitt Peak            | Spacewatch                                 |
| 392744                | 2012 SQ54              | 22 d'octubre de 2008   | Kitt Peak            | Spacewatch                                 |
| 392745                | 2012 SD60              | 17 de setembre de 2012 | Kitt Peak            | Spacewatch                                 |
| 392746                | 2012 SX62              | 9 d'octubre de 2002    | Socorro              | LINEAR                                     |
| 392747                | 2012 TU2               | 20 de setembre de 2001 | Socorro              | LINEAR                                     |
| 392748                | 2012 TA3               | 1 d'octubre de 2005    | Kitt Peak            | Spacewatch                                 |
| 392749                | 2012 TF3               | 1 de desembre de 2006  | Mount Lemmon         | Mt. Lemmon Survey                          |
| 392750                | 2012 TD6               | 23 de setembre de 2008 | Mount Lemmon         | Mt. Lemmon Survey                          |
| 392751                | 2012 TD9               | 12 de setembre de 2005 | Kitt Peak            | Spacewatch                                 |
| 392752                | 2012 TK10              | 18 de març de 2010     | Mount Lemmon         | Mt. Lemmon Survey                          |
| 392753                | 2012 TP12              | 23 de maig de 2006     | Kitt Peak            | Spacewatch                                 |
| 392754                | 2012 TQ15              | 5 de novembre de 1999  | Kitt Peak            | Spacewatch                                 |
| 392755                | 2012 TC17              | 7 de desembre de 2005  | Kitt Peak            | Spacewatch                                 |
| 392756                | 2012 TX21              | 10 d'octubre de 2004   | Kitt Peak            | Spacewatch                                 |
| 392757                | 2012 TH22              | 24 d'octubre de 2009   | Kitt Peak            | Spacewatch                                 |
| 392758                | 2012 TD32              | 30 de novembre de 2005 | Mount Lemmon         | Mt. Lemmon Survey                          |
| 392759                | 2012 TD34              | 11 de març de 2011     | Mount Lemmon         | Mt. Lemmon Survey                          |
| 392760                | 2012 TK35              | 2 de desembre de 2005  | Kitt Peak            | L. H. Wasserman                            |
| 392761                | 2012 TT53              | 16 de febrer de 2007   | Mount Lemmon         | Mt. Lemmon Survey                          |
| 392762                | 2012 TC56              | 19 d'octubre de 1995   | Kitt Peak            | Spacewatch                                 |
| 392763                | 2012 TG56              | 10 d'abril de 2010     | Mount Lemmon         | Mt. Lemmon Survey                          |
| 392764                | 2012 TC57              | 27 de maig de 2006     | Kitt Peak            | Spacewatch                                 |
| 392765                | 2012 TH57              | 25 d'octubre de 2008   | Kitt Peak            | Spacewatch                                 |
| 392766                | 2012 TJ57              | 29 de setembre de 2008 | Mount Lemmon         | Mt. Lemmon Survey                          |
| 392767                | 2012 TT60              | 28 d'abril de 2000     | Kitt Peak            | Spacewatch                                 |
| 392768                | 2012 TJ62              | 4 de juliol de 2005    | Kitt Peak            | Spacewatch                                 |
| 392769                | 2012 TY70              | 30 de setembre de 2003 | Kitt Peak            | Spacewatch                                 |
| 392770                | 2012 TK86              | 27 d'octubre de 2005   | Kitt Peak            | Spacewatch                                 |
| 392771                | 2012 TO88              | 11 de març de 2005     | Mount Lemmon         | Mt. Lemmon Survey                          |
| 392772                | 2012 TO91              | 29 d'octubre de 2005   | Mount Lemmon         | Mt. Lemmon Survey                          |
| 392773                | 2012 TG92              | 7 d'abril de 2006      | Mount Lemmon         | Mt. Lemmon Survey                          |
| 392774                | 2012 TW92              | 11 de març de 2007     | Kitt Peak            | Spacewatch                                 |
| 392775                | 2012 TX92              | 2 de desembre de 2005  | Kitt Peak            | Spacewatch                                 |
| 392776                | 2012 TT95              | 8 de març de 2005      | Mount Lemmon         | Mt. Lemmon Survey                          |
| 392777                | 2012 TO104             | 5 de maig de 2006      | Kitt Peak            | Spacewatch                                 |
| 392778                | 2012 TU105             | 16 de novembre de 2006 | Mount Lemmon         | Mt. Lemmon Survey                          |
| 392779                | 2012 TZ107             | 25 d'abril de 2004     | Kitt Peak            | Spacewatch                                 |
| 392780                | 2012 TW111             | 13 d'abril de 2002     | Kitt Peak            | Spacewatch                                 |
| 392781                | 2012 TR114             | 15 de gener de 2005    | Catalina             | CSS                                        |
| 392782                | 2012 TC119             | 20 de novembre de 2009 | Kitt Peak            | Spacewatch                                 |
| 392783                | 2012 TF129             | 30 de setembre de 2003 | Kitt Peak            | Spacewatch                                 |
| 392784                | 2012 TG130             | 14 de desembre de 2004 | Socorro              | LINEAR                                     |
| 392785                | 2012 TU142             | 3 de novembre de 2008  | Catalina             | CSS                                        |
| 392786                | 2012 TF150             | 2 de desembre de 2005  | Kitt Peak            | Spacewatch                                 |
| 392787                | 2012 TN153             | 25 de setembre de 2007 | Mount Lemmon         | Mt. Lemmon Survey                          |
| 392788                | 2012 TD161             | 16 d'abril de 2007     | Mount Lemmon         | Mt. Lemmon Survey                          |
| 392789                | 2012 TS163             | 16 de gener de 2010    | WISE                 | WISE                                       |
| 392790                | 2012 TO165             | 24 de desembre de 2005 | Kitt Peak            | Spacewatch                                 |
| 392791                | 2012 TZ168             | 13 de març de 2007     | Mount Lemmon         | Mt. Lemmon Survey                          |
| 392792                | 2012 TV176             | 15 de febrer de 2010   | Mount Lemmon         | Mt. Lemmon Survey                          |
| 392793                | 2012 TQ185             | 20 de novembre de 2003 | Socorro              | LINEAR                                     |
| 392794                | 2012 TH186             | 5 d'abril de 2010      | Kitt Peak            | Spacewatch                                 |
| 392795                | 2012 TK186             | 18 de març de 2004     | Kitt Peak            | Spacewatch                                 |
| 392796                | 2012 TV187             | 21 de març de 2004     | Kitt Peak            | Spacewatch                                 |
| 392797                | 2012 TP188             | 18 de febrer de 2010   | Mount Lemmon         | Mt. Lemmon Survey                          |
| 392798                | 2012 TB190             | 19 de setembre de 2012 | Mount Lemmon         | Mt. Lemmon Survey                          |
| 392799                | 2012 TS192             | 1 de desembre de 2005  | Kitt Peak            | Spacewatch                                 |
| 392800                | 2012 TL194             | 24 de març de 2006     | Mount Lemmon         | Mt. Lemmon Survey                          |

## 392801-392900
| Nom    | Designació provisional | Data de descobriment   | Lloc de descobriment | Descobridor/s        |
| ------ | ---------------------- | ---------------------- | -------------------- | -------------------- |
| 392801 | 2012 TS197             | 26 de febrer de 2001   | Cima Ekar            | ADAS                 |
| 392802 | 2012 TN198             | 20 de novembre de 2008 | Mount Lemmon         | Mt. Lemmon Survey    |
| 392803 | 2012 TS206             | 26 d'octubre de 2008   | Kitt Peak            | Spacewatch           |
| 392804 | 2012 TL210             | 10 d'octubre de 2007   | Catalina             | CSS                  |
| 392805 | 2012 TA213             | 11 d'octubre de 1997   | Kitt Peak            | Spacewatch           |
| 392806 | 2012 TT213             | 19 de novembre de 1996 | Kitt Peak            | Spacewatch           |
| 392807 | 2012 TD223             | 10 de setembre de 2007 | Kitt Peak            | Spacewatch           |
| 392808 | 2012 TD232             | 21 d'agost de 2003     | Campo Imperatore     | CINEOS               |
| 392809 | 2012 TG241             | 10 d'abril de 2010     | Mount Lemmon         | Mt. Lemmon Survey    |
| 392810 | 2012 TC242             | 24 de juny de 2011     | Mount Lemmon         | Mt. Lemmon Survey    |
| 392811 | 2012 TR243             | 17 de febrer de 2010   | Kitt Peak            | Spacewatch           |
| 392812 | 2012 TX245             | 28 d'agost de 2012     | Mount Lemmon         | Mt. Lemmon Survey    |
| 392813 | 2012 TF257             | 1 de desembre de 2008  | Mount Lemmon         | Mt. Lemmon Survey    |
| 392814 | 2012 TH258             | 25 d'abril de 2004     | Kitt Peak            | Spacewatch           |
| 392815 | 2012 TF276             | 6 de setembre de 2008  | Mount Lemmon         | Mt. Lemmon Survey    |
| 392816 | 2012 TR282             | 5 d'octubre de 2012    | Kitt Peak            | Spacewatch           |
| 392817 | 2012 TZ283             | 13 de gener de 1996    | Kitt Peak            | Spacewatch           |
| 392818 | 2012 TY286             | 4 de maig de 2006      | Kitt Peak            | Spacewatch           |
| 392819 | 2012 TY290             | 20 de novembre de 2003 | Socorro              | LINEAR               |
| 392820 | 2012 TE293             | 4 de març de 1994      | Kitt Peak            | Spacewatch           |
| 392821 | 2012 TU294             | 14 d'octubre de 2012   | Kitt Peak            | Spacewatch           |
| 392822 | 2012 TJ295             | 25 de setembre de 1998 | Kitt Peak            | Spacewatch           |
| 392823 | 2012 TP297             | 24 de novembre de 2008 | Mount Lemmon         | Mt. Lemmon Survey    |
| 392824 | 2012 TD300             | 13 de setembre de 2005 | Kitt Peak            | Spacewatch           |
| 392825 | 2012 TP302             | 20 d'octubre de 2003   | Kitt Peak            | Spacewatch           |
| 392826 | 2012 TT302             | 24 d'agost de 2007     | Kitt Peak            | Spacewatch           |
| 392827 | 2012 TU303             | 14 d'abril de 1997     | Kitt Peak            | Spacewatch           |
| 392828 | 2012 TJ305             | 19 de novembre de 2008 | Mount Lemmon         | Mt. Lemmon Survey    |
| 392829 | 2012 TL305             | 25 de maig de 2006     | Kitt Peak            | Spacewatch           |
| 392830 | 2012 TD308             | 28 d'agost de 2006     | Kitt Peak            | Spacewatch           |
| 392831 | 2012 TJ308             | 20 de gener de 2009    | Socorro              | LINEAR               |
| 392832 | 2012 TE314             | 12 de novembre de 2001 | Socorro              | LINEAR               |
| 392833 | 2012 TJ316             | 16 de febrer de 2010   | Mount Lemmon         | Mt. Lemmon Survey    |
| 392834 | 2012 TZ317             | 21 de novembre de 2008 | Kitt Peak            | Spacewatch           |
| 392835 | 2012 UW5               | 12 d'abril de 2004     | Kitt Peak            | Spacewatch           |
| 392836 | 2012 UT6               | 12 de juny de 1997     | Kitt Peak            | Spacewatch           |
| 392837 | 2012 UE10              | 10 de desembre de 2005 | Kitt Peak            | Spacewatch           |
| 392838 | 2012 UO16              | 17 d'abril de 2010     | Mount Lemmon         | Mt. Lemmon Survey    |
| 392839 | 2012 UV22              | 4 de setembre de 2008  | Kitt Peak            | Spacewatch           |
| 392840 | 2012 UX26              | 10 de gener de 2007    | Kitt Peak            | Spacewatch           |
| 392841 | 2012 UY28              | 23 de març de 2006     | Mount Lemmon         | Mt. Lemmon Survey    |
| 392842 | 2012 UM30              | 16 de desembre de 2004 | Kitt Peak            | Spacewatch           |
| 392843 | 2012 UC33              | 4 de juny de 2011      | Mount Lemmon         | Mt. Lemmon Survey    |
| 392844 | 2012 UH36              | 26 d'agost de 2001     | Anderson Mesa        | LONEOS               |
| 392845 | 2012 UD38              | 22 d'octubre de 2005   | Kitt Peak            | Spacewatch           |
| 392846 | 2012 UZ38              | 25 d'octubre de 2005   | Anderson Mesa        | LONEOS               |
| 392847 | 2012 UK39              | 30 de novembre de 2008 | Kitt Peak            | Spacewatch           |
| 392848 | 2012 UQ51              | 30 de desembre de 2008 | Mount Lemmon         | Mt. Lemmon Survey    |
| 392849 | 2012 UC56              | 14 d'octubre de 2001   | Socorro              | LINEAR               |
| 392850 | 2012 UA58              | 22 d'octubre de 2003   | Kitt Peak            | Spacewatch           |
| 392851 | 2012 UD59              | 15 d'octubre de 2001   | Kitt Peak            | Spacewatch           |
| 392852 | 2012 UT60              | 13 d'abril de 2004     | Kitt Peak            | Spacewatch           |
| 392853 | 2012 UA64              | 1 de gener de 2008     | Catalina             | CSS                  |
| 392854 | 2012 UP69              | 28 d'abril de 2003     | Kitt Peak            | Spacewatch           |
| 392855 | 2012 UM70              | 31 de desembre de 2008 | Catalina             | CSS                  |
| 392856 | 2012 UC73              | 21 d'octubre de 2008   | Kitt Peak            | Spacewatch           |
| 392857 | 2012 UG73              | 18 d'abril de 2007     | Kitt Peak            | Spacewatch           |
| 392858 | 2012 US74              | 18 d'abril de 2007     | Kitt Peak            | Spacewatch           |
| 392859 | 2012 UP77              | 6 de novembre de 2005  | Kitt Peak            | Spacewatch           |
| 392860 | 2012 UC79              | 3 de desembre de 2007  | Kitt Peak            | Spacewatch           |
| 392861 | 2012 UL81              | 11 de novembre de 2007 | Mount Lemmon         | Mt. Lemmon Survey    |
| 392862 | 2012 UR83              | 19 de novembre de 2003 | Anderson Mesa        | LONEOS               |
| 392863 | 2012 UO85              | 5 de setembre de 2002  | Anderson Mesa        | LONEOS               |
| 392864 | 2012 UX86              | 7 d'abril de 2006      | Kitt Peak            | Spacewatch           |
| 392865 | 2012 UW89              | 11 d'octubre de 2007   | Kitt Peak            | Spacewatch           |
| 392866 | 2012 UG93              | 1 d'octubre de 2008    | Mount Lemmon         | Mt. Lemmon Survey    |
| 392867 | 2012 UW93              | 9 de gener de 2005     | Catalina             | CSS                  |
| 392868 | 2012 UV95              | 23 de febrer de 2007   | Kitt Peak            | Spacewatch           |
| 392869 | 2012 UW100             | 2 de febrer de 2005    | Kitt Peak            | Spacewatch           |
| 392870 | 2012 UO101             | 5 de novembre de 2007  | Kitt Peak            | Spacewatch           |
| 392871 | 2012 UN105             | 9 d'octubre de 2008    | Mount Lemmon         | Mt. Lemmon Survey    |
| 392872 | 2012 UR108             | 7 d'abril de 2006      | Kitt Peak            | Spacewatch           |
| 392873 | 2012 UN114             | 21 de novembre de 2009 | Kitt Peak            | Spacewatch           |
| 392874 | 2012 UJ116             | 25 d'octubre de 2003   | Kitt Peak            | Spacewatch           |
| 392875 | 2012 UO118             | 18 de novembre de 2003 | Kitt Peak            | Spacewatch           |
| 392876 | 2012 UV125             | 24 d'octubre de 2005   | Kitt Peak            | Spacewatch           |
| 392877 | 2012 UW148             | 10 de desembre de 2004 | Kitt Peak            | Spacewatch           |
| 392878 | 2012 UU151             | 21 d'octubre de 2008   | Mount Lemmon         | Mt. Lemmon Survey    |
| 392879 | 2012 UX161             | 26 d'abril de 2009     | Siding Spring        | Siding Spring Survey |
| 392880 | 2012 UO165             | 11 d'abril de 2005     | Mount Lemmon         | Mt. Lemmon Survey    |
| 392881 | 2012 UV168             | 3 de novembre de 2005  | Mount Lemmon         | Mt. Lemmon Survey    |
| 392882 | 2012 UH172             | 23 d'agost de 2008     | Kitt Peak            | Spacewatch           |
| 392883 | 2012 UJ174             | 11 de novembre de 2007 | Mount Lemmon         | Mt. Lemmon Survey    |
| 392884 | 2012 US174             | 8 d'octubre de 2007    | Kitt Peak            | Spacewatch           |
| 392885 | 2012 VW7               | 27 de setembre de 2006 | Kitt Peak            | Spacewatch           |
| 392886 | 2012 VX12              | 4 de juny de 2011      | Mount Lemmon         | Mt. Lemmon Survey    |
| 392887 | 2012 VD17              | 21 de novembre de 2003 | Socorro              | LINEAR               |
| 392888 | 2012 VK24              | 15 de maig de 2001     | Anderson Mesa        | LONEOS               |
| 392889 | 2012 VE31              | 9 de juny de 2007      | Kitt Peak            | Spacewatch           |
| 392890 | 2012 VY31              | 30 de novembre de 2008 | Kitt Peak            | Spacewatch           |
| 392891 | 2012 VM33              | 18 de desembre de 2009 | Mount Lemmon         | Mt. Lemmon Survey    |
| 392892 | 2012 VO33              | 18 de desembre de 2004 | Kitt Peak            | Spacewatch           |
| 392893 | 2012 VW33              | 12 de setembre de 2007 | Anderson Mesa        | LONEOS               |
| 392894 | 2012 VA34              | 25 de setembre de 2006 | Kitt Peak            | Spacewatch           |
| 392895 | 2012 VR38              | 23 de setembre de 2005 | Kitt Peak            | Spacewatch           |
| 392896 | 2012 VC42              | 14 de novembre de 2007 | Kitt Peak            | Spacewatch           |
| 392897 | 2012 VH42              | 22 de març de 2009     | Mount Lemmon         | Mt. Lemmon Survey    |
| 392898 | 2012 VX42              | 30 d'octubre de 2008   | Mount Lemmon         | Mt. Lemmon Survey    |
| 392899 | 2012 VY43              | 1 de desembre de 2008  | Kitt Peak            | Spacewatch           |
| 392900 | 2012 VF49              | 8 de novembre de 2007  | Mount Lemmon         | Mt. Lemmon Survey    |

## 392901-393000
| Nom    | Designació provisional | Data de descobriment   | Lloc de descobriment | Descobridor/s        |
| ------ | ---------------------- | ---------------------- | -------------------- | -------------------- |
| 392901 | 2012 VP51              | 19 de setembre de 2007 | Kitt Peak            | Spacewatch           |
| 392902 | 2012 VQ51              | 17 de desembre de 2001 | Socorro              | LINEAR               |
| 392903 | 2012 VA55              | 29 de desembre de 2008 | Mount Lemmon         | Mt. Lemmon Survey    |
| 392904 | 2012 VL55              | 14 de maig de 2004     | Kitt Peak            | Spacewatch           |
| 392905 | 2012 VQ55              | 25 de maig de 2006     | Kitt Peak            | Spacewatch           |
| 392906 | 2012 VK56              | 19 de novembre de 2009 | Kitt Peak            | Spacewatch           |
| 392907 | 2012 VV56              | 16 d'octubre de 2003   | Anderson Mesa        | LONEOS               |
| 392908 | 2012 VM60              | 18 de novembre de 2008 | Kitt Peak            | Spacewatch           |
| 392909 | 2012 VX61              | 23 d'octubre de 2003   | Kitt Peak            | Spacewatch           |
| 392910 | 2012 VP64              | 17 d'abril de 2005     | Kitt Peak            | Spacewatch           |
| 392911 | 2012 VH74              | 17 d'octubre de 1995   | Kitt Peak            | Spacewatch           |
| 392912 | 2012 VR77              | 20 de març de 2010     | Kitt Peak            | Spacewatch           |
| 392913 | 2012 VC83              | 16 de febrer de 2010   | Kitt Peak            | Spacewatch           |
| 392914 | 2012 VJ84              | 1 de febrer de 2001    | Kitt Peak            | Spacewatch           |
| 392915 | 2012 VK86              | 20 de setembre de 2007 | Kitt Peak            | Spacewatch           |
| 392916 | 2012 VE87              | 10 de març de 2007     | Mount Lemmon         | Mt. Lemmon Survey    |
| 392917 | 2012 VF87              | 24 d'agost de 2008     | Kitt Peak            | Spacewatch           |
| 392918 | 2012 VL88              | 15 de desembre de 2007 | Mount Lemmon         | Mt. Lemmon Survey    |
| 392919 | 2012 VQ88              | 10 de maig de 2007     | Mount Lemmon         | Mt. Lemmon Survey    |
| 392920 | 2012 VP91              | 21 d'abril de 2006     | Kitt Peak            | Spacewatch           |
| 392921 | 2012 VQ91              | 16 de desembre de 2007 | Mount Lemmon         | Mt. Lemmon Survey    |
| 392922 | 2012 VF92              | 30 de desembre de 2000 | Kitt Peak            | Spacewatch           |
| 392923 | 2012 VN92              | 6 de gener de 2005     | Catalina             | CSS                  |
| 392924 | 2012 VW96              | 20 d'abril de 2007     | Kitt Peak            | Spacewatch           |
| 392925 | 2012 VZ96              | 6 de novembre de 2012  | Kitt Peak            | Spacewatch           |
| 392926 | 2012 VO97              | 2 de maig de 2006      | Mount Lemmon         | Mt. Lemmon Survey    |
| 392927 | 2012 VX98              | 22 de desembre de 2003 | Socorro              | LINEAR               |
| 392928 | 2012 VR104             | 5 de desembre de 2008  | Mount Lemmon         | Mt. Lemmon Survey    |
| 392929 | 2012 VS107             | 4 de desembre de 2008  | Mount Lemmon         | Mt. Lemmon Survey    |
| 392930 | 2012 VX107             | 14 de novembre de 2007 | Kitt Peak            | Spacewatch           |
| 392931 | 2012 VY107             | 10 d'abril de 2010     | Mount Lemmon         | Mt. Lemmon Survey    |
| 392932 | 2012 VC108             | 24 de març de 2006     | Kitt Peak            | Spacewatch           |
| 392933 | 2012 VV108             | 15 d'octubre de 2001   | Kitt Peak            | Spacewatch           |
| 392934 | 2012 VM110             | 1 d'octubre de 2003    | Kitt Peak            | Spacewatch           |
| 392935 | 2012 VX110             | 16 de gener de 2005    | Kitt Peak            | Spacewatch           |
| 392936 | 2012 VS112             | 15 de gener de 2009    | Kitt Peak            | Spacewatch           |
| 392937 | 2012 WN1               | 24 d'octubre de 2008   | Kitt Peak            | Spacewatch           |
| 392938 | 2012 WP1               | 20 de febrer de 2002   | Kitt Peak            | Spacewatch           |
| 392939 | 2012 WN3               | 16 de febrer de 2010   | Mount Lemmon         | Mt. Lemmon Survey    |
| 392940 | 2012 WU3               | 24 d'octubre de 2005   | Kitt Peak            | Spacewatch           |
| 392941 | 2012 WZ3               | 20 de gener de 2009    | Catalina             | CSS                  |
| 392942 | 2012 WU5               | 13 de setembre de 2007 | Mount Lemmon         | Mt. Lemmon Survey    |
| 392943 | 2012 WV7               | 29 d'octubre de 2008   | Kitt Peak            | Spacewatch           |
| 392944 | 2012 WN8               | 14 de novembre de 2007 | Kitt Peak            | Spacewatch           |
| 392945 | 2012 WN9               | 21 de desembre de 2008 | Socorro              | LINEAR               |
| 392946 | 2012 WX9               | 22 d'abril de 2004     | Kitt Peak            | Spacewatch           |
| 392947 | 2012 WC13              | 28 de setembre de 2003 | Kitt Peak            | Spacewatch           |
| 392948 | 2012 WJ13              | 28 d'agost de 2006     | Kitt Peak            | Spacewatch           |
| 392949 | 2012 WK15              | 19 de desembre de 2004 | Mount Lemmon         | Mt. Lemmon Survey    |
| 392950 | 2012 WK18              | 2 de febrer de 2005    | Kitt Peak            | Spacewatch           |
| 392951 | 2012 WY18              | 1 d'octubre de 2003    | Anderson Mesa        | LONEOS               |
| 392952 | 2012 WT20              | 18 de març de 2009     | Catalina             | CSS                  |
| 392953 | 2012 WT23              | 12 d'octubre de 2007   | Catalina             | CSS                  |
| 392954 | 2012 WG25              | 12 de desembre de 1998 | Kitt Peak            | Spacewatch           |
| 392955 | 2012 WJ25              | 29 de novembre de 2003 | Kitt Peak            | Spacewatch           |
| 392956 | 2012 WK26              | 9 de setembre de 2007  | Kitt Peak            | Spacewatch           |
| 392957 | 2012 WF27              | 8 de maig de 2006      | Mount Lemmon         | Mt. Lemmon Survey    |
| 392958 | 2012 WK28              | 13 de desembre de 2006 | Kitt Peak            | Spacewatch           |
| 392959 | 2012 WC29              | 21 d'agost de 2004     | Siding Spring        | Siding Spring Survey |
| 392960 | 2012 WZ29              | 23 d'octubre de 1997   | Kitt Peak            | Spacewatch           |
| 392961 | 2012 WC35              | 8 de novembre de 2007  | Mount Lemmon         | Mt. Lemmon Survey    |
| 392962 | 2012 XU2               | 11 de maig de 2010     | Mount Lemmon         | Mt. Lemmon Survey    |
| 392963 | 2012 XE5               | 24 de febrer de 2006   | Kitt Peak            | Spacewatch           |
| 392964 | 2012 XW7               | 22 de maig de 2010     | Siding Spring        | Siding Spring Survey |
| 392965 | 2012 XQ10              | 15 de desembre de 2004 | Socorro              | LINEAR               |
| 392966 | 2012 XF11              | 28 de setembre de 2008 | Catalina             | CSS                  |
| 392967 | 2012 XN12              | 15 de març de 2007     | Mount Lemmon         | Mt. Lemmon Survey    |
| 392968 | 2012 XS17              | 4 de desembre de 2008  | Kitt Peak            | Spacewatch           |
| 392969 | 2012 XT21              | 10 de març de 2005     | Mount Lemmon         | Mt. Lemmon Survey    |
| 392970 | 2012 XM24              | 9 d'abril de 2010      | Kitt Peak            | Spacewatch           |
| 392971 | 2012 XS27              | 8 d'octubre de 2008    | Mount Lemmon         | Mt. Lemmon Survey    |
| 392972 | 2012 XS29              | 23 de febrer de 2003   | Kitt Peak            | Spacewatch           |
| 392973 | 2012 XJ33              | 19 de desembre de 2007 | Mount Lemmon         | Mt. Lemmon Survey    |
| 392974 | 2012 XK40              | 10 d'octubre de 2007   | Mount Lemmon         | Mt. Lemmon Survey    |
| 392975 | 2012 XA41              | 6 de gener de 2005     | Catalina             | CSS                  |
| 392976 | 2012 XV42              | 1 de gener de 2003     | Kitt Peak            | Spacewatch           |
| 392977 | 2012 XC43              | 12 de juny de 2004     | Kitt Peak            | Spacewatch           |
| 392978 | 2012 XR43              | 10 d'octubre de 2007   | Mount Lemmon         | Mt. Lemmon Survey    |
| 392979 | 2012 XW46              | 15 de gener de 2010    | WISE                 | WISE                 |
| 392980 | 2012 XJ47              | 15 de març de 2008     | Kitt Peak            | Spacewatch           |
| 392981 | 2012 XU49              | 1 de gener de 2009     | Mount Lemmon         | Mt. Lemmon Survey    |
| 392982 | 2012 XS57              | 29 de desembre de 2008 | Mount Lemmon         | Mt. Lemmon Survey    |
| 392983 | 2012 XY58              | 19 de desembre de 2004 | Anderson Mesa        | LONEOS               |
| 392984 | 2012 XZ58              | 10 de novembre de 2001 | Socorro              | LINEAR               |
| 392985 | 2012 XY59              | 31 de gener de 2009    | Mount Lemmon         | Mt. Lemmon Survey    |
| 392986 | 2012 XM63              | 16 de gener de 2008    | Mount Lemmon         | Mt. Lemmon Survey    |
| 392987 | 2012 XJ64              | 14 de febrer de 2004   | Kitt Peak            | Spacewatch           |
| 392988 | 2012 XF69              | 8 de novembre de 2008  | Mount Lemmon         | Mt. Lemmon Survey    |
| 392989 | 2012 XZ79              | 26 d'octubre de 2005   | Kitt Peak            | Spacewatch           |
| 392990 | 2012 XY83              | 13 de novembre de 2006 | Catalina             | CSS                  |
| 392991 | 2012 XN94              | 18 de novembre de 2007 | Mount Lemmon         | Mt. Lemmon Survey    |
| 392992 | 2012 XT94              | 8 de desembre de 2005  | Kitt Peak            | Spacewatch           |
| 392993 | 2012 XF100             | 6 d'octubre de 1999    | Socorro              | LINEAR               |
| 392994 | 2012 XM104             | 17 de novembre de 2006 | Mount Lemmon         | Mt. Lemmon Survey    |
| 392995 | 2012 XZ110             | 9 de setembre de 2007  | Kitt Peak            | Spacewatch           |
| 392996 | 2012 XA118             | 19 de desembre de 2007 | Mount Lemmon         | Mt. Lemmon Survey    |
| 392997 | 2012 XM118             | 25 de novembre de 2006 | Kitt Peak            | Spacewatch           |
| 392998 | 2012 XN119             | 18 de desembre de 2003 | Kitt Peak            | Spacewatch           |
| 392999 | 2012 XR119             | 2 de desembre de 1996  | Kitt Peak            | Spacewatch           |
| 393000 | 2012 XK120             | 18 de setembre de 2003 | Socorro              | LINEAR               |